# Paolo Villaggio
Paolo Villaggio (Genova, 30 dicembre 1932 – Roma, 3 luglio 2017) è stato un attore, scrittore, comico e sceneggiatore italiano.
È stato autore e interprete di personaggi legati a una tragicommedia surreale e innovativa, come il professor Kranz, il timido Giandomenico Fracchia e soprattutto il ragionier Ugo Fantozzi: creazione letteraria da cui è nata una saga cinematografica di ampio e duraturo successo, tanto da elevare il personaggio a vera e propria maschera formatasi nel solco della commedia dell'arte. Inventore di una comicità inedita, priva di legami con le tradizioni e i regionalismi del cinema comico popolare, con la sua attività di attore, umorista e uomo di spettacolo è entrato nella cultura di massa di intere generazioni di italiani. Sul piano lessicale ha ideato un tipo di scrittura originale e tagliente fatta di neologismi, aggettivazioni enfatiche, errori morfologici e termini burocratici entrati nel patrimonio comune della lingua italiana.
Al percorso di attore ha fatto eco quello di scrittore, iniziato con un libro su Fantozzi e seguito da varie opere di carattere satirico e da altri otto romanzi dedicati al ragioniere; molti di questi sono stati tradotti e pubblicati in più lingue. Osservatore critico del costume politico e sociale, è stato un pensatore capace di rielaborare le idee di Marx, Gogol, Kafka e altri autori, esibendo le sue conclusioni mediante il cinema, la letteratura e il giornalismo  ma anche attraverso le sue numerose apparizioni pubbliche.
Nella sua oltre cinquantennale carriera si è cimentato in altri campi espressivi come la radio e il teatro scrivendo, inoltre, due testi di canzoni per l'amico e cantautore Fabrizio De André (raccolti nel 45 giri Il fannullone/Carlo Martello ritorna dalla battaglia di Poitiers). In ambito televisivo ha dato contributi di rilievo sia nei panni di presentatore sia in quelli di artista, lanciando sul finire degli anni sessanta programmi dal contenuto sperimentale e di avanguardia.
Ricevette nel settembre del 1992, alla Mostra internazionale d'arte cinematografica di Venezia, il Leone d'oro alla carriera e nell'agosto del 2000 gli fu assegnato il Pardo d'onore al Festival del cinema di Locarno. Goffredo Fofi, Michele Serra, Enrico Giacovelli e Beppe Grillo lo accostano a comici quali Buster Keaton, Charlie Chaplin, Stan Laurel e Oliver Hardy. Ha recitato in parti più drammatiche partecipando a film di registi come Federico Fellini, Ermanno Olmi, Lina Wertmüller, Mario Monicelli, Pupi Avati, Gabriele Salvatores e Marco Ferreri.

## Biografia

### L'infanzia e il periodo giovanile

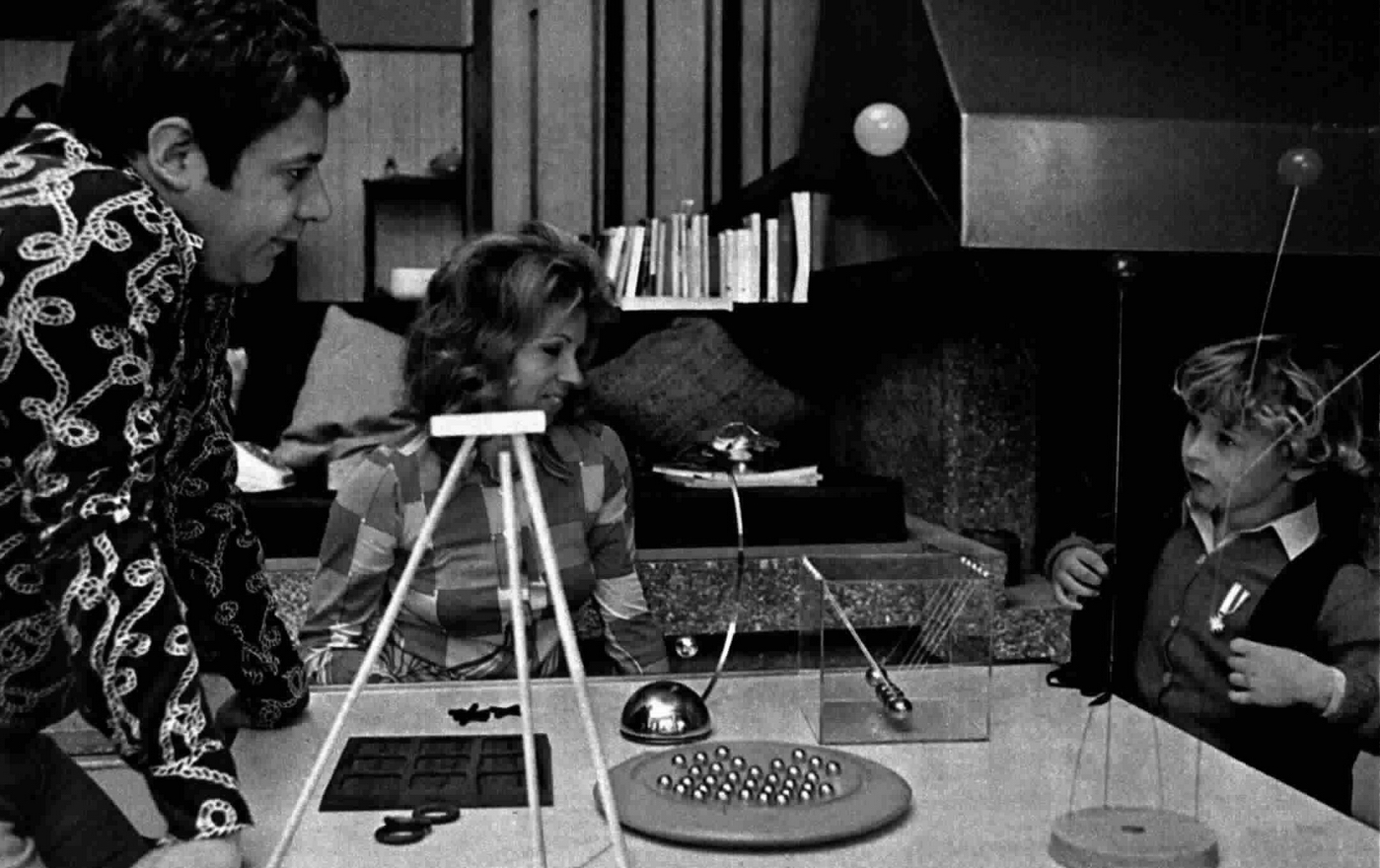
Paolo Villaggio con la moglie Maura e il piccolo Pierfrancesco (1970)

Nasce a Genova il 30 dicembre 1932 insieme al fratello gemello dizigote Piero Villaggio, futuro docente alla Facoltà di Ingegneria dell'Università di Pisa e alla Scuola Normale Superiore di Pisa. Il padre Ettore (1905-1992) era un ingegnere edile palermitano, mentre la madre Maria Faraci (1905-1999), nata da madre veneziana e padre siciliano, era docente di lingua tedesca.
Frequenta le elementari nella scuola "Diaz", a Genova, assieme al fratello ed al futuro dirigente FIAT Paolo Fresco. Gli anni dell'infanzia e dell'adolescenza verranno raccontati dall'attore nella sua pièce teatrale intitolata Delirio di un povero vecchio.
Tra i tanti aneddoti si ricordano lo sbarco delle forze alleate, lo stupore nel trovarsi per la prima volta di fronte a soldati stranieri e, soprattutto, assaggiare bevande e pietanze di origine statunitense (come Coca-Cola e cibi in scatola), che, per un adolescente italiano dell'epoca, erano del tutto inusuali.
La famiglia Villaggio, pur essendo agiata e appartenente alla borghesia genovese, subisce ugualmente le ristrettezze e le privazioni causate dalla seconda guerra mondiale. A tal proposito, in un'intervista a la Repubblica, ha dichiarato:
Dopo aver frequentato il Liceo classico "Andrea D'Oria" comincia all'Università di Genova gli studi di Giurisprudenza che abbandona per dedicarsi a svariati impieghi. Sono questi gli anni in cui comincia a seguire la società calcistica della Sampdoria, squadra di cui è stato per tutta la vita grande e appassionato tifoso. Nel 1954 al Lido di Genova incontra Maura Albites, che verso la fine degli anni cinquanta diverrà sua moglie e dalla quale avrà i due figli Elisabetta (1959) e Pierfrancesco (1962), quest'ultimo comparso successivamente in alcune pellicole del padre.
Dopo gli studi ha diverse esperienze lavorative: da cameriere a speaker della BBC a Londra fino a diventare cabarettista e intrattenitore sulle navi della Costa Crociere, insieme all'amico Fabrizio De André. Negli anni sessanta viene assunto come impiegato in una delle più importanti industrie impiantistiche italiane, la Cosider, dove era addetto all'organizzazione di eventi aziendali tra i quali lo scambio di doni natalizi tra dirigenti e la premiazione dei dipendenti meritevoli; da questa esperienza lavorativa trarrà l'ispirazione per creare il personaggio del ragionier Ugo Fantozzi, che in seguito lo renderà molto popolare.

### L'amicizia con Fabrizio De André

Paolo Villaggio assieme all'amico Fabrizio De André, con cui ha condiviso gli anni della giovinezza (anni '70)

Negli anni del dopoguerra Villaggio conosce Fabrizio De André, più giovane di lui di otto anni, anch'egli originario di Genova e futuro cantautore, diventandone intimo amico e con il quale condividerà gran parte delle sue scorribande giovanili.
È De André a descrivere il loro primo incontro avvenuto nel 1948 in una frazione di Cortina d'Ampezzo: «L'ho incontrato per la prima volta a Pocol, sopra Cortina; io ero un ragazzino incazzato che parlava sporco; gli piacevo perché ero tormentato, inquieto e lui lo era altrettanto, solo che era più controllato, forse perché era più grande di me e allora subito si investì della parte del fratello maggiore e mi diceva: "Guarda, tu le parolacce non le devi dire, tu dici le parolacce per essere al centro dell'attenzione, sei uno stronzo"».
Gli anni della giovinezza, soprattutto le serate passate nelle varie osterie genovesi o in gruppo a casa di amici, sono invece raccontate dall'attore: «Io e Fabrizio eravamo, direi senza saperlo, due veri creativi e lo abbiamo poi dimostrato nella vita [...] lui si comportava come me, cioè facevamo una vita dissennata, andavamo a caccia di amici terribili [...] i nostri genitori erano terrificati da questo tipo di vita, non si faceva niente e si dormiva regolarmente sino alle due del pomeriggio».
L'amicizia, in seguito, si farà anche artistica e produrrà all'inizio degli anni sessanta i testi delle canzoni Il fannullone (che sembra sottolineare in maniera ironica i giorni dissipati dai due amici: "Senza pretese di voler strafare/io dormo al giorno quattordici ore...") e Carlo Martello ritorna dalla battaglia di Poitiers, entrambi scritti da Villaggio e musicati e cantati da De André. Quest'ultimo brano (inserito qualche anno dopo ell'album del cantautore Vol. 1º) conosce gli strali della censura a causa di parole ritenute troppo licenziose, provocando agli autori guai di natura giudiziaria.
Villaggio a tale proposito ha dichiarato: «La canzone passò abbastanza inosservata; Fabrizio ancora non aveva inciso La canzone di Marinella e non era quindi famoso, tanto meno io. Qualcuno però notò questa strana filastrocca che sbeffeggiava il potente Re dei Franchi: fu un pretore, mi pare di Catania, che ci querelò perché la considerava immorale soprattutto per quel verso: "È mai possibile, o porco di un cane, che le avventure in codesto reame debban risolversi tutte con grandi puttane". E pensare che noi eravamo già stati censurati e avevamo dovuto trasformare il verso finale che in originale suonava: "frustando il cavallo come un mulo, quella gran faccia da culo" con: "frustando il cavallo come un ciuco, tra il glicine e il sambuco..."».
I due artisti hanno sempre condiviso una curiosa ricorrenza: il secondogenito di Villaggio, Pierfrancesco, è nato lo stesso giorno di Cristiano De André, primo figlio di Fabrizio.
Villaggio, nel giorno della morte di De André, ha riassunto la loro amicizia con queste parole: «Abbiamo vissuto insieme varie stagioni della vita, abbiamo vissuto la fame, la Genova ancora con l'odore dei pittospori [...] era una persona molto sensibile e ovviamente quando si è molto amici, soprattutto d'infanzia, si parla della morte come di un fatto lontano, del tutto improbabile. Adesso che invece la cosa è accaduta – e quando stava per succedere – non abbiamo mai avuto più il coraggio, negli ultimi due mesi, né di incontrarci né di parlare della cosa; perché questa volta non era un gioco, non era letteratura, era la terribile realtà».

### Gli anni cinquanta

#### Gli inizi nella compagnia goliardica Mario Baistrocchi
(Paolo Villaggio)

Paolo Villaggio con Maurizio Costanzo e Paola Borboni durante una puntata di Bontà loro negli anni 1970. Nel 1967 Costanzo aveva favorito l'esordio di Villaggio alla radio e alla televisione.

Durante la metà degli anni cinquanta si unisce alla compagnia goliardica Mario Baistrocchi, antica compagnia teatrale di Genova, attiva fin dal 1913 e composta da attori e ballerini non professionisti, di solito ex studenti dell'Università degli Studi di Genova. Le rappresentazioni avevano sovente intenti di satira politica prendendo di mira consiglieri e assessori locali non trascurando comunque quelli di livello nazionale. La Baistrocchi è stata, nel tempo, un laboratorio di artisti emergenti che in seguito sono approdati nel mondo dello spettacolo come Fabrizio De André, il presentatore Enzo Tortora e l'attore e regista Carmelo Bene.
Il comico genovese entra a far parte della compagnia negli anni cinquanta sia in veste di autore dei testi sia in quelle di presentatore. Vi partecipa in quasi tutte le edizioni comprese fra il 1956 e il 1966. Tra i tanti sketch presentati ve ne sono alcuni basati sulla presa in giro di personalità storiche (sulla falsariga della canzone su Carlo Martello). Successivamente, inizia a farsi notare al Teatro di Piazza Marsala, a Genova, dove sul palco assume le sembianze di uomo timidissimo che anticipa alcune caratteristiche dei suoi personaggi futuri.
Sempre a piazza Marsala risalgono le sue prime perfomance nei panni di uno strano prestigiatore dedito a bistrattare la platea in modo puerile e bizzarro. A scoprire la vena artistica di Villaggio è il giornalista e conduttore Maurizio Costanzo, che nel 1967 gli consiglia di esibirsi al "Sette per otto", un noto e frequentato cabaret di Roma. In un'intervista concessa a Repubblica Villaggio ha dichiarato: «Andai. La prima sera c'era ad assistere allo spettacolo una Roma incuriosita da questo strano comico arrivato da Genova. Ricordo Garinei e Giovannini, Ugo Tognazzi, Ennio Flaiano, che alla fine, a forza di ridere, cadde dalla poltrona».
A quegli anni risale il suo esordio in un altro storico locale: il Derby Club di Milano, dove entra in contatto con il mondo del cabaret meneghino stringendo amicizia con numerosi artisti, tra i quali Renato Pozzetto e Cochi Ponzoni che all'epoca, come lo stesso Villaggio, erano ancora pressoché sconosciuti. Le serate milanesi, viste come luogo di incontro e formazione professionale, vengono sintetizzate dall'attore con queste parole: «Milano è la città con i ricordi più felici della mia vita, quella delle notti in giro con gli amici del Derby, Giorgio Gaber, Pozzetto e quel tiratardi di Umberto Simonetta. Ora - aggiunge con sarcasmo - pare si sia trasformata in un feudo di sarte».

### Gli anni sessanta

#### Un nuovo modo di fare televisione:Quelli della domenica
(Professor Kranz)

Un trentacinquenne Paolo Villaggio esordisce nel programma Quelli della domenica (1968)

Nel 1967, Luciano Rispoli, allora caposervizio del settore Rivista Varietà della Rai, lo vede esibirsi presso il locale di cabaret romano, Cab 37 e decide di farlo debuttare nella trasmissione radiofonica Il sabato del Villaggio, in cui racconta le storie fantasiose e stralunate di un buffo impiegato: terreno su cui fioriranno, di lì a poco, le avventure del ragionier Ugo Fantozzi. A seguire, il 21 gennaio 1968, esordisce sul piccolo schermo conducendo il programma d'intrattenimento Quelli della domenica (scritto da Marcello Marchesi, Enrico Vaime, Italo Terzoli e Maurizio Costanzo), dove ha modo di far conoscere, da una parte, un tipo di comicità strettamente "fisica", come nel caso dell'aggressivo e sadico Professor Kranz, e dall'altra il suo primo personaggio umiliato e sottomesso: Giandomenico Fracchia, caratterizzato da una mimica gommosa e inedita.
La prima figura a imporsi è Kranz: sorta di prestigiatore da strapazzo che ogni domenica, con ironico accento tedesco e toni fintamente autoritari, coinvolge la platea in giochi di prestigio ingenui e infantili. La frase con cui apre ogni volta l'esibizione "Chi viene voi adesso?" diviene un tormentone. Se le maschere di Fracchia e Kranz vengono interpretate dall'attore in prima persona, quella di Fantozzi è, dallo stesso, semplicemente "raccontata", attraverso monologhi tutti formulati in terza persona.
Le storie narrate hanno come argomento le varie disavventure del ragioniere che si pongono fin dall'inizio come genesi stessa del personaggio. Questi racconti hanno l'intento di rimarcare i difetti e le contraddizioni della società italiana usando appositamente un linguaggio iperbolico, senza essere tuttavia avulsi dalla realtà. Difatti il comico, nel preparare i vari sketch, s'ispira alle proprie esperienze lavorative citando molte persone realmente conosciute. Tra questi vi è lo stesso Fantozzi: collega dell'artista ai tempi in cui era impiegato alla Cosider e ispiratore della sua creazione più fortunata.

Paolo Villaggio nei panni del Professor Kranz, mentre assegna al pubblico uno dei suoi personali cammelli di peluche (1968)

Dalle pagine del Corriere della Sera l'autore spiegherà: «Fantozzi in realtà si chiama Bianchi. Al tempo in cui l'ho conosciuto, il suo ufficio era collocato in un sottoscala. Sono stato insieme a lui per parecchi anni. Il mio primo incontro con lui si è svolto in una stanzetta, in questo sottoscala che gli avevano assegnato come ufficio. Quel giorno gli ho dato la mano dicendogli: "Permette?". Lui si è alzato. Gli ho chiesto: "Ma perché si alza?". E Bianchi-Fantozzi: "Credevo che volesse ballare"». Nei vari monologhi, vengono, poi, citati come compagni d'avventura gli stessi Fracchia e Filini e altri nomi di impiegati che in seguito, sul grande schermo, assumeranno un volto e un'interpretazione.
Ma il vero punto di rottura della trasmissione deriva, principalmente, da un nuovo modo di condurre il varietà. Villaggio, infatti, nelle vesti di presentatore, dà vita a una comicità cinica e rabbiosa, colorita da un lessico originale e impietoso che scandalizza ipso facto telespettatori e benpensanti, da sempre abituati al paradigma dei presentatori affettati e cerimoniosi.
Inoltre, sollecita un tipo di regia il più possibile disancorata dagli schemi dell'epoca suggerendo agli operatori riprese che annullassero ogni distanza tra spettatore e artista. Così facendo, il comico presenta le sue gag proprio in mezzo al pubblico, spesso recitando a soggetto e senza alcun canovaccio. In più, il costante coinvolgere e aggredire lo spettatore ha lo scopo di renderlo protagonista della scena trasformandolo in parte integrante dell'esibizione.
Tale format, assolutamente spiazzante per l'emittente di Stato di allora, dopo un iniziale smarrimento incontra i favori del pubblico convincendo i produttori ad allungare le programmazioni fino a giugno. Il merito di questa riuscita va anche al già collaudato duo Ric e Gian e all'esordiente coppia di comici Cochi e Renato: anch'essi protagonisti di punta dello spettacolo. Molto spazio viene dedicato alla musica leggera, dove ogni domenica Villaggio ha modo di presentare artisti affermati come Mina, Adriano Celentano, Patty Pravo e molti altri; anche il jazzista Louis Armstrong prende parte al programma, nel periodo in cui si esibisce al Festival di Sanremo 1968.

#### Il Fracchia televisivo e i programmi radiofonici

Paolo Villaggio, durante una trasmissione televisiva degli anni sessanta

Pietro Gatti, Cesare Paolini, Franco Teodoro, autori del Sacco (1968). La sedia, anche per merito del successo di Fracchia, fece presa in tutta Italia divenendo un'autentica icona pop; tanto da essere parte della collezione permanente del MoMa di New York. L'oggetto è visitabile in più di venti musei nel mondo.

L'anno dopo, viene chiamato a condurre una nuova trasmissione: È domenica, ma senza impegno, con la partecipazione di Cochi e Renato, del Quartetto Cetra, di Ombretta Colli, Gianni Agus e Oreste Lionello. Qui, Villaggio reinterpreta nuovamente Fracchia modellandolo nella sua forma pressoché definitiva. Le varie trovate preparate con Gianni Agus hanno come leitmotiv costante la visita di Fracchia al proprio direttore, il quale, ogni volta, invita l'impiegato ad accomodarsi su una strana poltrona su cui non riesce mai a sedere scivolando in continuazione. La sedia in questione è la poltrona sacco, ideata verso la fine degli anni sessanta dal gruppo di designer torinesi (Piero Gatti, Cesare Paolini, Franco Teodoro) e divenuta oggetto da esportazione in molti paesi del mondo.
Il pubblico accosta, subito e in maniera spontanea, l'invenzione allo sketch creando una sorta di simbiosi tra l'oggetto e la gag rappresentata; tale opera di corredo viene riconosciuta e ricordata come la "poltrona di Paolo Villaggio". Il personaggio riscuote successo, e questo in virtù di una voce "sfiatata" e di una gestualità sconnessa del tutto inedite con cui conia numerosi tormentoni verbali tra i quali: «Com'è umano, lei!», «Abbia pietà», «Mi si sono intrecciati i diti!», «Mi ripeta la domanda!» e altri ancora.
In seguito, collabora ad altre kermesse televisive come Canzonissima conducendo nello stesso periodo lo speciale La luna nelle canzoni, storico evento che raccontava, attraverso brani eseguiti da famosi cantanti dell'epoca, il primo sbarco dell'uomo sulla Luna. Tra le tante attività collaterali di Villaggio vi è anche la radio, dove, nel 1967, presenta un proprio programma (il già citato Il sabato del villaggio) e, successivamente, Formula uno dove è solito intervistare i grandi protagonisti della musica italiana.
Tra il novembre del 1973 e febbraio 1974 lavora di nuovo in radio nel programma Gran varietà condotto da Johnny Dorelli, dove interpreta la figura dell'"Estetisto" o "Visagisto": una sorta di visagista da strapazzo che si rivolge al pubblico con il saluto "conigliettini miei" sottoponendo Giandomenico Fracchia agli esperimenti più bizzarri e quindi, dal novembre 1975, passa alla conduzione della trasmissione assieme a Raffaella Carrà dove propone un curioso gioco dal titolo "Villaggio Quiz", già presentato in precedenza in alcune uscite televisive. Nel 1968 comincia per il comico genovese la parallela attività in campo cinematografico. Esordisce al cinema nel film Eat it!, seguito da Il terribile ispettore, entrambi usciti nel 1969. Da menzionare la parodia western I quattro del pater noster (1969) di Ruggero Deodato, dove recita assieme ai comici Enrico Montesano, Lino Toffolo e Oreste Lionello.

### Gli anni settanta

#### L'esordio letterario di Fantozzi
(Paolo Villaggio)

Paolo Villaggio nel film Fantozzi (1975), con addosso il popolare e distintivo basco

Nel frattempo, pubblica sulla rivista L'Europeo i racconti tratti dai monologhi delle sue trasmissioni dove il personaggio Fantozzi acquisirà un'importanza maggiore diventando un MacGuffin catalizzatore di tutte le storie che descrivono - secondo il suo stile satirico e pungente - le varie diseguaglianze della civiltà del benessere. Le pubblicazioni si susseguono regolarmente, così, a ogni uscita, la maschera di Fantozzi prende lentamente forma e, anche se nessuno gli ha ancora prestato un volto, comincia ad assumere caratteristiche ben definite.
In questi testi (pubblicati nel 1968) appaiono, per la prima volta e in maniera definitiva, i vari compagni d'avventura del ragioniere destinati ad accompagnarlo per moltissimi anni: la remissiva e disillusa signora Pina Fantozzi, la mostruosa figlia Mariangela, il compagno di lavoro ragionier Filini, l'eterna fiamma signorina Silvani, lo sbruffone geometra Calboni e il Megadirettore Galattico che incombe col suo dominio assoluto sulle vite dei suoi dipendenti.
Ne esce il ritratto di un piccolo "uomo senza qualità": un mediocre impiegato eretto a emblema di una classe media angariata dal potere e assolutamente incapace di vivere in armonia con sé e con gli altri. Secondo le parole del critico cinematografico Paolo Mereghetti: «Fantozzi, come la maggioranza dell'umanità, non ha talento. E lo sa. Non si batte né per vincere né per perdere ma per sopravvivere. E questo gli permette di essere indistruttibile. La gente lo vede, ci si riconosce, ne ride, si sente meglio e continua a comportarsi come Fantozzi».

Sopra Alda Merini. La poetessa milanese, in più occasioni, ha raccontato i suoi periodi trascorsi all'ospedale psichiatrico rivelando come la lettura del libro Fantozzi l'abbia aiutata a superare quei difficili momenti. Le sue dichiarazioni sono divenute testimonianza del valore intrinseco della scrittura umoristica e degli effetti terapeutici che scaturiscono dal riso.

Nel 1971 questi racconti confluiscono nell'opera prima Fantozzi, edita dal gruppo Rizzoli, che diventa ben presto un fenomeno sociale e culturale (più di un milione di copie vendute), venendo tradotta in molte lingue, soprattutto in Unione Sovietica. In merito al richiamo internazionale l'autore dichiara: «In Francia ho avuto l'onore di essere stato pubblicato dalle Éditions Robert Laffont e di essere stato tradotto da Paul Challant, che ha fatto una cernita del meglio dei miei Fantozzi e lo ha raccolto sotto il titolo di Monsieur Catastrophe [...] poi sono famoso in Russia. Quando è venuto il poeta Evtushenko in Italia, per un convegno della Fondazione Giorgio Cini, a Venezia, mi ha citato come l'unico degli scrittori italiani riconducibili a Gogol». Tale vicinanza al drammaturgo russo varrà all'attore, negli anni a venire, il premio Gogol come "miglior scrittore italiano tradotto in cirillico".
La diffusione del libro è tale da far circolare il testo anche negli ospedali psichiatrici come ha testimoniato la poetessa Alda Merini che ha, più volte, ricordato il valore terapeutico di quelle letture: «Lo iniziai a leggere e immediatamente deflagrai in uno scoppio di risa che mi ha fatto desiderare la vita come non mi era mai capitato. Fantozzi mi ha salvato la vita, sono viva grazie a lui».
Il romanzo illustra in maniera ancor più chiara la natura del protagonista: «Fantozzi, disperato fumetto della società dei consumi, è debole e servile come sa esserlo solo il piccolo-borghese. Sempre terrorizzato dai direttori, timido e impacciato fino al catastrofico, si presenta come vittima naturale dei mass media, del consumismo e della pubblicità televisiva, tragicamente incapace di adeguarsi ai modelli sociali che mitizza quotidianamente».
Non a caso, da alcuni anni, il personaggio è stato accostato da numerosi sociologi come Domenico De Masi a casi di cronaca relativi al mobbing: termine che indica (in ambito lavorativo) una precisa condizione di persecuzione psicologica adottata dal datore di lavoro verso colleghi e subalterni. Le stesse ricerche scientifiche, proprie della psicoanalisi, hanno poi dimostrato come tali persecuzioni avvenissero più facilmente nei confronti di soggetti deboli e insicuri raggruppando le patologie di questi ultimi sotto il nome di "sindrome di Fantozzi". Basti ricordare (anche in virtù della popolarità acquisita) la nascita dell'aggettivo "fantozziano": neologismo introdotto nei dizionari della lingua italiana come ad esempio lo Zingarelli o l'Enciclopedia Treccani e stante a indicare: «Persona impacciata e servile con i superiori» o «che ricorda i modi goffi del ragionier Fantozzi» o anche di «vicenda o situazione fantozziana», vista come sinonimo di «tragicomica o grottesca».

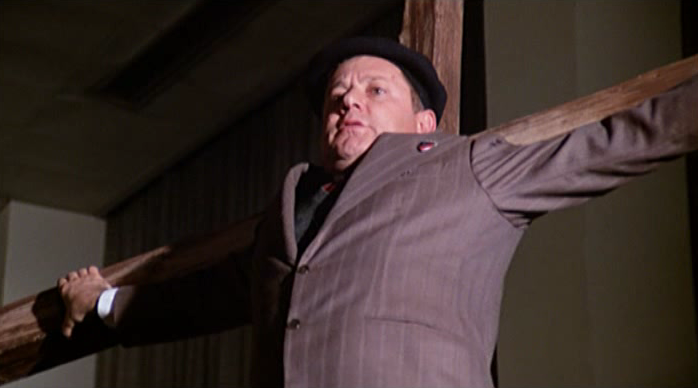
Una delle tante immagini allegoriche che ritraggono Fantozzi (1975). Vittima sacrificale del sistema post-industriale e della società dei consumi

Nel 2011, per i 150 anni dell'Unità d'Italia, il libro è stato scelto dal comitato scientifico del "Centro per il libro e la lettura" tra le centocinquanta opere che hanno segnato la storia dello Stato italiano. Il successo editoriale spinge Villaggio a scrivere un seguito: Il secondo tragico libro di Fantozzi, uscito nel 1974, dove si delinea ulteriormente il carattere e la vis comica della maschera. Il tutto viene perfezionato dall'uso di un lessico, inventato dallo stesso artista, molto particolare: «spesso sospeso tra astrazioni metaforiche, alterazioni linguistiche e degenerazioni burocratiche, entrato in maniera paradigmatica nell'immaginario collettivo degli italiani».
Dal mare magnum di questa neolingua, lodata e ammirata da Pier Paolo Pasolini, si possono evidenziare espressioni come: "direttore naturale", "megagalattico", "poltrona in pelle umana", "nuvola degli impiegati", "salivazione azzerata", "lingua felpata", aggettivi come "mostruoso", "pazzesco" e "agghiacciante" o inesattezze verbali come "venghi", "vadi", "dichi", e tante altre.
Così operando, lo scrittore ligure utilizza un vocabolario corrente riconosciuto e parlato sia dall'élite degli intellettuali sia dall'italiano medio e che si distacca dalla tradizione comica nazionale, da sempre basata su una scrittura umoristica di stampo regionale e dialettale. Inoltre, questa originale tecnica satirica ha avuto il merito di porre la lente d'ingrandimento sui meccanismi alienanti della società di massa, dove i disagi e le paure del personaggio Fantozzi sono divenuti ex post lo specchio dei vizi e delle ipocrisie non solo delle classi agiate ma anche di quelle meno abbienti. In questo modo, lo scrittore genovese viene a inserirsi in quella linea narrativa, propria di certa letteratura industriale, che da Ottiero Ottieri a Paolo Volponi è riuscita a raccontare con attenzione antropologica i parossismi del capitalismo e i relativi squilibri del mondo del lavoro. A differenza di questi, però, il mondo illustrato dal comico non è quello operaio, bensì quello informe e individualista del ceto impiegatizio, fino a quel momento sfuggito all'analisi di molti economisti e sociologi.
Tra i due libri citati esce, nel 1972, Come farsi una cultura mostruosa, edito da Bompiani con inserita una prefazione di Umberto Eco. In quest'opera Villaggio si diverte a sottoporre al lettore una serie di nomi di cose, località e persone di cui si deve indovinare la definizione giusta tra le quattro opzioni da lui proposte. Ovviamente tre delle opzioni sono completamente sbagliate e l'autore se ne serve per provocare le risate del lettore. Nel 1976 Villaggio pubblica un terzo volume dal titolo Le lettere di Fantozzi. In queste corrispondenze il personaggio descrive in maniera sincera la sua piatta esistenza non trascurando una vivace satira sugli usi e costumi della società moderna.

#### La collaborazione con Vittorio Gassman

Paolo Villaggio e Vittorio Gassman con Alberto Lupo a Teatro 10 (1972)

All'inizio degli anni settanta Villaggio intensifica la sua produzione cinematografica grazie al sodalizio con Vittorio Gassman, all'epoca mattatore della commedia all'italiana. L'occasione si presenta allorché Mario Monicelli, anche su pressione dei produttori, decide di girare il seguito de L'armata Brancaleone (1966). Tra i protagonisti vi sono, oltre a Gassman e Villaggio, anche Stefania Sandrelli, Lino Toffolo e Gigi Proietti. Al comico genovese viene affidato il ruolo del soldato alemanno Torz. Cosicché Villaggio, in Brancaleone alle crociate (1970), in un certo modo, sostituisce la parte che fu nel primo episodio di Gian Maria Volonté.
Anche qui, ritroviamo un grottesco duello tra il protagonista e l'antagonista di turno; questa volta, al posto del principe Teofilatto (Volonté), Brancaleone da Norcia dovrà vedersela con l'infanticida Torz (Villaggio). Il personaggio dell'alemanno è un chiaro riferimento alla comicità di Kranz, sfruttata da Monicelli per rendere ancora più surreale il seguito. Il film è l'inizio di una collaborazione artistica tra Gassman e Villaggio che durerà dal 1970 al 1972 fruttando altri due film e varie incursioni televisive per promuovere l'uscita delle pellicole.
La coppia si presenta con frequenza sul piccolo schermo inscenando apposite trovate. Gassman recita il ruolo di assoluto protagonista, egocentrico e sbruffone e Villaggio quello della "spalla" che cerca di demolire la "vanagloria" dell'altro. Al cinema recitano, come su detto, in altre due pellicole: Senza famiglia, nullatenenti cercano affetto (1971), per la regia dello stesso Gassman e Che c'entriamo noi con la rivoluzione? (1972) di Sergio Corbucci, dove un prete (Villaggio) e un attore (Gassman) vengono coinvolti nella rivoluzione messicana. Entrambi gli artisti si rincontreranno sul set quasi dieci anni dopo recitando nel film Il turno (1981) di Tonino Cervi, ispirato al romanzo di Luigi Pirandello. Un'amicizia, quella tra i due attori, che Villaggio in molte interviste ha sempre ricordato con ironia e affetto: «Vittorio è l'uomo e l'attore che ho stimato di più nella vita. Voleva essere l'attore colto. Nei discorsi infilava parole come "semantico", "sussunto", "paratattico". Parlava una neo-lingua infarcita di vocaboli misteriosi. Nessuno lo sa, ma è la persona più divertente che abbia conosciuto».
Nello stesso periodo recita nel film Beati i ricchi (1972) di Salvatore Samperi, oltre a condurre la trasmissione Senza rete, per la regia di Enzo Trapani. Sempre nel 1972 partecipa, nelle vesti di "guastatore", al Festival di Sanremo condotto da Mike Bongiorno e Sylva Koscina.

#### Tra Nanni Loy, Pupi Avati, Ferreri e Comencini

Paolo Villaggio interpreta il crudele tedesco prof. Schmidt in Signore e signori, buonanotte (1976)

Conclusasi l'esperienza con Gassman Villaggio recita in varie commedie. Nel 1973 viene diretto da Nanni Loy nel film di satira politica Sistemo l'America e torno, dove interpreta il ruolo di un ingegnere inviato in America per reclutare un giocatore di pallacanestro, salvo poi scoprire essere un militante dei Black Power. L'anno dopo partecipa al disincantato Non toccare la donna bianca dell'amico Marco Ferreri, dove ha modo di recitare con alcuni dei massimi attori italiani e francesi come Marcello Mastroianni, Ugo Tognazzi, Catherine Deneuve, Michel Piccoli e Philippe Noiret.
Il film rievoca, in toni stravaganti, l'episodio della battaglia del Little Bighorn quando gli indiani riuscirono a sconfiggere il famoso generale George Armstrong Custer. Villaggio interpreta, in maniera sulfurea, una curiosa spia americana. Il film è la prima e ultima collaborazione con il regista milanese. Anni più tardi, nel 1991, a Villaggio sarebbe andata la parte del protagonista del nuovo film di Ferreri La carne. Il ruolo verrà rifiutato dall'attore (e attribuito a Sergio Castellitto) su consiglio di Cecchi Gori per non rovinarsi l'immagine di attore comico che oramai da tempo aveva presso il pubblico.
Nel 1975 Pupi Avati lo vuole come interprete principale nella commedia La mazurka del barone, della santa e del fico fiorone, ruolo che successivamente andrà all'amico Ugo Tognazzi. Villaggio lavorerà ugualmente al film interpretando la parte di un magnaccia strambo e irriverente. In seguito viene chiamato a recitare in numerosi film a episodi tra i quali: Di che segno sei? (1975) di Sergio Corbucci, Quelle strane occasioni (1976), per la regia di Nanni Loy, Tre tigri contro tre tigri (1977), diretto ancora da Corbucci e da Steno e infine Io tigro, tu tigri, egli tigra (1978) di Giorgio Capitani. Oltre a ciò, compare nel film corale Signore e signori, buonanotte (1976).
In quest'ultima pellicola viene diretto in due episodi: Il disgraziometro (di attribuzione incerta) e Mangiamo i bambini, per la regia di un altro protagonista della commedia all'italiana: Luigi Comencini. L'episodio narra la storia dello studioso Schmidt, che, dopo aver pubblicato un curioso libro spiega come liberarsi facilmente del sovraffollamento urbano rifacendosi alle teorie di Jonathan Swift, ossia nutrirsi con i poveri pargoli. In questo periodo, anche se Villaggio abbandona le varie conduzioni televisive per dedicarsi a tempo pieno al cinema, non manca di effettuare alcune "irruzioni" sul piccolo schermo come nella trasmissione Milleluci, condotta da Mina e Raffaella Carrà, dove ha modo di riproporre vari sketch del suo Professor Kranz.

#### Il sodalizio con Luciano Salce: Villaggio diventa Fantozzi
(Dal film Il secondo tragico Fantozzi, 1976)

Paolo Villaggio e Gigi Reder, nel film Fantozzi (1975)

Nel 1974 Villaggio, di concerto con la Rizzoli film, decide di trasportare sul grande schermo la maschera di Fantozzi affidandone la direzione al regista Luciano Salce. In questo modo l'artista sceglie di interpretare per la prima volta (e in prima persona) la sua stessa invenzione. Per la stesura dello script viene affiancato dalla coppia di sceneggiatori Leo Benvenuti e Piero De Bernardi che suggeriscono all'attore l'inserimento nel film di una voce fuori campo allo scopo di narrare le singole sequenze. Grazie a questa scelta i "commenti off" (recitati dallo stesso Villaggio) diventano subito un "marchio di fabbrica" ponendosi in stretta continuità con i precedenti monologhi televisivi.
Da qui in avanti l'attività dell'attore sarà sempre dedicata al cinema comico formando con la propria fisicità l'identikit del protagonista: «fisicamente tozzo e sgraziato, con i capelli color topo e la pelle giallo sabbia, il Villaggio-Fantozzi si presenta sullo schermo sempre in maniera improbabile, con giacca da ragioniere, pantaloni ascellari e sulla testa il simbolico e caratteristico basco». «Nasce così una nuova maschera, l'ultima, dopo quella di Totò, ad attingere le proprie radici nella commedia dell'arte» e in cui si possono sentire molte influenze letterarie (la lezione russa di Gogol' e Čechov) e cinematografiche (il delirio sadomaso dei cartoon, la scuola di Tex Avery e le varie invenzioni surreali di Frank Tashlin). Sul versante nazionale sono certamente da citare come antesignani del personaggio gli scritti di Italo Calvino e Luciano Bianciardi, ossia i rispettivi: Marcovaldo, ovvero Le stagioni in città, e La vita agra. Da non tralasciare il dramma ottocentesco Le miserie 'd Monsù Travet, di Vittorio Bersezio, portato sullo schermo dal regista e scrittore Mario Soldati. Viene alla luce, in tal modo, un preciso soggetto filmico pensato come sintesi di stili differenti, dove comicità di linguaggio (tipica del costume italico) e slapstick comedy (tipica del muto) si fondono in maniera reciproca e costante.
Umiliato da una grigia quotidianità e schiacciato da un'aberrante gerarchia aziendale, Fantozzi piomba nelle situazioni e negli ambienti come "una contraddizione commovente ed esplosiva" entrando nella memoria collettiva fin dalla prima apparizione sugli schermi.
Il film esce nelle sale nel marzo del 1975 ottenendo un successo superiore al suo esordio narrativo incassando la cifra di oltre cinque miliardi di lire e rimanendo in proiezione, per molti mesi, in numerose città italiane. Nel febbraio del 2008 la pellicola è stata selezionata da una commissione di esperti tra i 100 film italiani da salvare. Assieme alle produzioni di Steno (Totò a colori e Un americano a Roma), Fantozzi è l'unica opera presente nella lista ascrivibile al genere comico.

Paolo Villaggio e Anna Mazzamauro a bordo della Bianchina, ne Il secondo tragico Fantozzi (1976)

Accanto a Paolo Villaggio vengono poi scelti una serie di attori che contribuiranno in maniera fondamentale al successo del film, in egual modo in quelli successivi: Gigi Reder nella parte dell'occhialuto ragionier Filini, Anna Mazzamauro nei panni della riccioluta signorina Silvani, Liù Bosisio e successivamente Milena Vukotic nella parte della signora Pina Fantozzi. Da non dimenticare gli attori Giuseppe Anatrelli, nelle vesti del viscido geometra Calboni, e Plinio Fernando in quelle della sgraziata figlia Mariangela, non a caso fatta interpretare da un uomo. È il regista Luciano Salce ad avere questa intuizione scegliendo per la parte di Mariangela proprio il giovane Fernando.
Un anno dopo (sempre per la regia di Salce) esce nelle sale Il secondo tragico Fantozzi che bissa il consenso della pellicola precedente. Anche in questo episodio viene confermato lo stesso cast e girato il tutto nelle medesime location. Nel secondo capitolo della saga, tra le altre cose, viene inserita quella che sarebbe diventata una delle frasi più celebri di tutta la carriera di Fantozzi: «Per me... la corazzata Kotiomkin... è una cagata pazzesca!», «disperato grido di ribellione di un impiegato costretto a vedere per l'ennesima volta il film di Ejzenstejn al cineforum aziendale e subito diventata la frase simbolo di chi si ribellava ai valori sclerotizzati imposti da una cultura ferma al passato».

La celebre sequenza in cui gli impiegati della Megaditta sono costretti a vedere La corazzata Kotiomkin, nel film Il secondo tragico Fantozzi (1976)

Per ovviare all'impossibilità di utilizzare le scene originali de La corazzata Potëmkin di Ėjzenštejn (uno dei capolavori del cinema russo d'avanguardia), in fase di sceneggiatura si decide di ricrearle ex novo cambiando il titolo originale del film con l'assonante La corazzata Kotiomkin. Pertanto, il nome del regista è opportunamente modificato: Sergej M. Ėjzenštejn diviene Serghei M. Einstein e la sequenza della scalinata di Odessa (visibile nel film) viene girata dal regista Luciano Salce a Roma, sulla Scalea Bruno Zevi, di fronte alla Galleria di arte moderna. La pellicola è appositamente maltrattata per ottenere un precoce effetto di invecchiamento.
La riuscita dei due lungometraggi porta Salce e Villaggio a stringere un vero sodalizio che durerà per tutti gli anni settanta e frutterà altre cinque pellicole: Alla mia cara mamma nel giorno del suo compleanno (1974), con Eleonora Giorgi (in realtà precedente all'uscita di Fantozzi), Il... Belpaese (1977), incentrato sugli anni di piombo, il Professor Kranz tedesco di Germania (1978), girato in Brasile e risultato un flop, e il segmento Si buana del film Dove vai in vacanza? (1978). Da ultimo, avvicinandosi alla più classica commedia degli equivoci, il film Rag. Arturo De Fanti, bancario precario (1980), con Catherine Spaak, per quello che resta l'ultima collaborazione di Villaggio con Salce. Inoltre, sono da menzionare: Il signor Robinson, mostruosa storia d'amore e d'avventure (1976), diretta da Sergio Corbucci e il Dottor Jekyll e gentile signora (1979), per la regia di Steno. Il dualismo bene e male presente nella rinomata creazione di Stevenson permette a Villaggio di ripresentare, anche al cinema, l'altra faccia della sua comicità cinica e aggressiva. Comicità che a seguito del successo cinematografico di Fantozzi diverrà sempre più rara e sporadica.

#### Il successo di Fracchia
(Giandomenico Fracchia)

Paolo Villaggio è Giandomenico Fracchia, seduto sulla caratteristica poltrona sacco (1975)

Nell'autunno del 1975 torna in televisione quello che Paolo Villaggio definisce «la proiezione nevrotica di Fantozzi», ossia il timido e complessato Giandomenico Fracchia. In questo modo nasce una serie suddivisa in quattro episodi dal titolo: Giandomenico Fracchia - Sogni proibiti di uno di noi (con a fianco il nuovo compagno Gigi Reder, nella parte del Geometra Borioli, Gianni Agus, in quella del cavalier Acetti e Ombretta Colli, nella parte della Signorina Ruini). Rispetto alle precedenti uscite televisive, la serie (con la regia di Antonello Falqui) presenta un taglio decisamente più cinematografico.
Per l'occasione, Fracchia è un ragioniere alle dipendenze di una grande azienda. La particolarità del protagonista è chiara fin dal primo episodio: mentre con i colleghi si dimostra sempre determinato e sicuro di sé, in presenza della Signorina Ruini, suo grande amore inconfessato, diventa timido e insicuro e ancor di più quando si trova in presenza del suo capoufficio: il Cav. Dott. Ulisse Acetti. Tale stato di soggezione provoca in Fracchia una specie di blocco mentale generando una balbuzie tale da modificare la sua stessa voce rendendola roca e sfiatata. Inoltre, ogni qual volta viene convocato nell'ufficio di Acetti, Fracchia deve fare i conti con la terribile "poltrona sacco" sulla quale non riesce mai a trovare un punto di equilibrio statico.
L'unica via di fuga dalla routine quotidiana sono i sogni dove Fracchia riesce sempre a conquistare la tanto amata Signorina Ruini e a vendicarsi del cavalier Acetti ma, ogni volta, destatosi dal sogno è costretto a ripiombare nella sua infelice condizione. Tali divagazioni oniriche sono, per lo più, parodie di famosi film, trasmissioni dell'epoca ed eventi sportivi. Il nodo centrale di ogni episodio è la sequenza in cui Fracchia si reca dallo psicoanalista con l'intento di sconfiggere le sue paure: in questo modo il pubblico scopre la causa delle sue fobie e delle sue insicurezze. Infatti, gli atteggiamenti remissivi e servili nei confronti del suo capoufficio avrebbero origine nel difficile rapporto instaurato durante l'infanzia coi genitori (non a caso interpretati da Villaggio e doppiati da Gianni Agus, per rendere manifesta la corrispondenza genitori-capoufficio).
Alla fine di ogni puntata si presenta Paolo Villaggio (nelle vesti di sé stesso) e dopo un faccia a faccia con il suo personaggio lo esorta a seguirlo fuori dagli studi Rai mentre partono i titoli di coda sulle note della sigla Facciamo finta che..., cantata da Ombretta Colli. La serie televisiva ottiene grande consenso e gli episodi, nel corso del tempo, saranno spesso replicati fino a essere riproposti ancora oggi. In ogni puntata alcuni elementi sono ripresi dai libri e dal coevo film Fantozzi mostrando il gusto dell'autocitazione, tipico dell'attore genovese.

### Gli anni ottanta

#### Villaggio tra Fracchia e Fantozzi

Paolo Villaggio nel film Fantozzi contro tutti (1980), nella famosa sequenza delle polpette di Bavària

Dopo quattro anni di assenza dalle sale, nel 1980 avviene il rilancio cinematografico di Fantozzi con il film Fantozzi contro tutti (anticipato dall'omonimo libro uscito per la Rizzoli nel 1979) che vede alla regia, per la prima e unica volta, lo stesso attore coadiuvato dal semi-esordiente Neri Parenti che a partire dal film Fracchia la belva umana diverrà il suo regista di riferimento. Alcune novità riguardano l'assenza di Anna Mazzamauro nel ruolo della "signorina Silvani" e una nuova interprete della "signora Pina", Milena Vukotic, che assumerà le vesti della moglie fino all'ultimo episodio (eccezion fatta per Superfantozzi, che vede il ritorno sullo schermo di Liù Bosisio).
Si segnala, tra l'altro, la presenza di Diego Abatantuono. Grazie a questa pellicola il giovane attore milanese ha modo di far conoscere la sua comicità legata alla figura del "terrunciello", che proprio in quegli anni andava formandosi. La nota sequenza della corsa ciclistica ha dato inizio, dal 1999, a una vera corsa amatoriale che ha luogo, ogni anno, in varie parti d'Italia.

Una scena del film Fracchia la belva umana (1981)

Nello stesso anno c'è spazio per le riprese di altri due film: La locandiera, dall'omonimo testo di Carlo Goldoni, con Adriano Celentano e Claudia Mori e Rag. Arturo De Fanti, bancario precario, film che sancirà (come già detto) la fine del rapporto professionale con Salce. L'anno seguente fa esordire sul grande schermo il personaggio di Fracchia nel film Fracchia la belva umana: una specie di parodia del fordiano Tutta la città ne parla che diviene ben presto un cult movie. La pellicola sarà anche l'occasione per liberare l'attore Lino Banfi dal cosiddetto "cinema di serie B" degli anni settanta.
A contorno troviamo tutta una schiera di attori già attivi nel filone fantozziano come Anna Mazzamauro e Gigi Reder e altri lanciati dallo stesso Villaggio come Francesco Salvi e Massimo Boldi. Nel cast compare anche Gianni Agus, nei panni dell'autoritario capo-direttore. Sempre più richiesto da un pubblico trasversale e in continuo aumento l'artista si lega indissolubilmente al doppio ruolo di Fracchia-Fantozzi ampliando la sua comicità in una serie ininterrotta di pellicole, dove l'attore ha modo di consolidare mimica e gag dei suoi personaggi.

Paolo Villaggio ed Edmund Purdom nel film Fracchia contro Dracula (1985)

«Così come Totò era sempre Totò in ogni ruolo rappresentato così Villaggio, in tutte le parti indossate, oscilla costantemente tra Fracchia e Fantozzi», grazie ai quali «gioca a far esplodere il banale punk quotidiano in quadretti dal gusto iperreale e tragicomico». Componente essenziale ai due personaggi è il netto contrasto tra la piccineria umana di Fracchia e Fantozzi e gli avvenimenti paradossali che i due protagonisti sono costretti a subire, riuscendo talvolta a riscattarsi nei confronti del potente di turno, per poi ricadere nel consueto tran tran quotidiano.
Nel 1982, viene girata una serie di opere dalla sicura presa sul pubblico, spesso con titoli fantozziani tra i quali si ricordano: Sogni mostruosamente proibiti, Bonnie e Clyde all'italiana (affiancato da Ornella Muti) e Pappa e ciccia, liberamente tratto (nel secondo episodio) da un capitolo del libro Fantozzi contro tutti. L'anno precedente, nel 1981, partecipa al programma televisivo di Renzo Arbore, Telepatria International, nato per festeggiare i 120 anni dell'Unità d'Italia. Nel corso della puntata interpreta in maniera ironica e demitificante il navigatore genovese Cristoforo Colombo.
Nel 1983 ritorna in televisione nel contenitore serale di Corrado Ciao gente!, dove ripropone la caratterizzazione di Gemma Pontini (una sorta di stramba opinionista), già presentata nel programma di Giovanni Minoli Mixer. Nello stesso anno esce per Rizzoli Fantozzi subisce ancora, che porrà le basi per l'uscita, a Natale, dell'omonimo film. L'omonimia questa volta è solo nel titolo: infatti la nuova pellicola dedicata al ragioniere è la prima della serie a non essere frutto della penna del comico. Da qui in poi le vicende narrate saranno create dalla sola sceneggiatura curata a più mani da Villaggio, Benvenuti, De Bernardi e Domenico Saverni. Il quarto capitolo della saga, sempre più vicino alle gag slapstick da cartoon sadomaso, conferma la popolarità acquisita e vede il ritorno di Anna Mazzamauro, nonché i felici bozzetti di Riccardo Garrone, Andrea Roncato e Alessandro Haber. Il film verrà dedicato alla memoria di Giuseppe Anatrelli, scomparso nell'ottobre del 1981: attore teatrale diventato famoso interpretando il ruolo del geometra Calboni.
Due anni più tardi, assieme a Gigi Reder, dà vita alla pellicola dark fantasy Fracchia contro Dracula, illuminata dalla fotografia di Luciano Tovoli e che vede la presenza di una giovane Isabella Ferrari. Da segnalare, infine, A tu per tu, uscito nel 1984 e girato con l'attore e cantante Johnny Dorelli.

#### L'apice del successo: i film degli anni ottanta e il ritorno alla conduzione televisiva

Paolo Villaggio nella gag del boomerang in Scuola di ladri (1986)

Verso la metà degli anni ottanta Villaggio, assieme a Neri Parenti e altri registi, inanella una serie di pellicole comiche destinate al grande pubblico. In questo l'attore genovese sarà coadiuvato da molti attori come Lino Banfi, Massimo Boldi, Christian De Sica, Gigi e Andrea e Teo Teocoli. In quest'ottica nascono i film I pompieri (1985) e il dittico Scuola di ladri (1986) e Scuola di ladri - Parte seconda (1987), che vedono entrambi la partecipazione di Enrico Maria Salerno.
Seguono i collettivi: Grandi magazzini (1986) di Castellano e Pipolo, Missione eroica - I pompieri 2 (1987) di Giorgio Capitani e Rimini Rimini (1987), dove Villaggio e Serena Grandi inscenano la parodia del film scandalo 9 settimane e ½. Sono ancora da menzionare: Roba da ricchi (1987), diretto come Rimini Rimini da Sergio Corbucci e Com'è dura l'avventura (1987) di Flavio Mogherini. Allo stesso tempo, la saga fantozziana vira decisamente verso una dimensione surreale e fantasy. Infatti, nel dicembre del 1986, esce Superfantozzi che persegue il formato epico-storico già presente ne La pazza storia del mondo, dell'attore e regista Mel Brooks. Programmatica, in tal senso, è una dichiarazione di Neri Parenti che afferma di voler fissare i personaggi di Fracchia e Fantozzi in vere e proprie maschere, quasi contro la volontà del loro stesso autore. Grazie a questo "nuovo corso" la pellicola mantiene inalterata la presa sul pubblico, anche in virtù di un avvicinamento sempre più marcato al mondo degli anime e dei cartoon. Non per niente, due anni più tardi, il celebre fumetto Topolino dedicherà un apposito numero alle varie avventure del tragico ragioniere.

Paolo Villaggio nel film Ho vinto la lotteria di capodanno (1989)

In direzione opposta si presenta Fantozzi va in pensione (1988) «dove la maschera viene deposta per tornare personaggio, riportando alla ribalta i problemi sociali nei quali e dai quali il personaggio era nato. Fantozzi ha lasciato l'ufficio per anzianità e sente improvvisamente il vuoto della vita, proprio come a una maschera a cui viene a mancare il volto; o, più esattamente, come un volto a cui viene a mancare una maschera». Non mancano casi isolati come Il volpone (1988) di Maurizio Ponzi (sorta di aggiornamento del Volpone di Ben Jonson), dove il comico ha modo di rispolverare la cattiveria degli esordi e la miniserie televisiva Sogni e bisogni, diretta nel 1985 da Sergio Citti, dove presta la propria interpretazione nell'episodio chapliniano Amore cieco. Il decennio si chiude con Ho vinto la lotteria di capodanno, sempre con la regia di Neri Parenti. Il film, ricco di spunti e situazioni catastrofiche (proprie del cinema muto), si rivela un successo portando la pellicola a essere il secondo campione d'incassi italiano nel Natale del 1989.
Gli anni ottanta vedranno l'attore nuovamente impegnato sul piccolo schermo conducendo vari programmi d'intrattenimento. Nel 1985 passa per la prima volta sulle reti Fininvest partecipando ai corali Risatissima e Grand Hotel, quest'ultimo con Franco Franchi e Ciccio Ingrassia. Nell'autunno del 1986 conduce Un fantastico tragico venerdì dove esordirà in veste autoriale la Gialappa's Band, e l'anno dopo Che piacere averti qui. In queste trasmissioni avrà modo di ripresentare per l'ultima volta Kranz e (tramite scene appositamente inserite) le disavventure di Fracchia, sempre con Gianni Agus, per quelle che risultano essere le ultime apparizioni televisive dei due personaggi.

### Gli anni novanta

#### L'incontro con Federico Fellini
(Federico Fellini)

Paolo Villaggio assieme a Federico Fellini e Roberto Benigni (1990)

Nel febbraio del 1989 cominciano le riprese dell'ultima fatica del maestro riminese, La voce della Luna (1990), tratta dal libro Il poema dei lunatici di Ermanno Cavazzoni e tutta l'attenzione della stampa è rivolta alla curiosa scelta dei due protagonisti: Roberto Benigni e Paolo Villaggio. La critica, inizialmente stupita delle relative scritturazioni, interrogherà più volte il regista sul perché di tale scelta accogliendo il film in maniera piuttosto tiepida. La risposta di Fellini non si fa attendere: «Benigni e Villaggio sono due ricchezze ignorate e trascurate. Ignorarne il potenziale mi sembra una delle tante colpe che si possono imputare ai nostri produttori».
La pellicola, riconsiderata nel tempo per il suo valore, «è una sorta di invocazione al silenzio contro il frastuono della vita contemporanea»; ambientata in un contesto rurale e notturno, l'opera si pone «come un elogio della follia e una satira sulla volgarità dell'odierna civiltà berlusconiana». Presentato fuori concorso al Festival di Cannes nel 1990 vede il prodigarsi di registi come Woody Allen e Martin Scorsese nel far distribuire il film anche in terra americana.
L'opera dà l'occasione a Villaggio di ricevere il David di Donatello come migliore attore, conquistato ex aequo con Gian Maria Volonté.
La partecipazione al film di Fellini segna per il comico genovese l'inizio di una parallela attività nel cinema d'autore lavorando con altri importanti registi, non prima di collaborare ancora con il cineasta romagnolo. Infatti, nel 1992, è protagonista di tre spot diretti da Fellini per la Banca di Roma (intitolati Il sogno) dove recitano l'attore feticcio di Luis Buñuel, Fernando Rey e l'esordiente Anna Falchi. Infine, avrebbero dovuto girare assieme una nuova pellicola: Il viaggio di G. Mastorna, detto Fernet, secondo le parole di Vincenzo Mollica: «il film non realizzato più famoso della storia del cinema».
Il progetto, pensato fin dal 1965, non trova mai una concreta applicazione, spesso per cause di forza maggiore tra cui malattie, ritardi e contrattempi di varia natura. Fellini, oramai deciso a girare Il Mastorna con Paolo Villaggio, desiste, allorquando il mago e sensitivo Gustavo Rol gli annuncia che se avesse fatto il film sarebbe morto. Colpito da tale previsione, Fellini cerca altre strade trovando l'interessamento del disegnatore Milo Manara che traduce con gli strumenti della china e dell'inchiostro lo storyboard dello stesso cineasta scegliendo, come protagonista, il volto di Villaggio. L'uscita a fumetti del Mastorna viene prevista in tre puntate, ma per un errore di stampa nella prima pubblicazione compare la scritta "Fine" e il regista, per scaramanzia, decide di non proseguire.
«Fellini non credeva alla magia, ma la temeva - racconta l'attore - dopo l'uscita del fumetto Federico mi chiamò al telefono e mi disse: Paolino, ce l'abbiamo fatta: abbiamo dribblato questa maledizione». Altra idea, da tempo cullata nella mente di Fellini, è una compiuta trasposizione del romanzo Le avventure di Pinocchio. Storia di un burattino che avrebbe visto come primo attore Roberto Benigni, con la compresenza dello stesso Villaggio. L'opera di Carlo Collodi, a seguito della morte del cineasta, vedrà ugualmente la luce grazie all'impegno dell'artista toscano che mantenendo fede al progetto felliniano scritturerà nuovamente l'attore genovese. L'accordo contrattuale sfuma quasi subito, per circostanze mai del tutto chiarite.

#### La parallela attività nel cinema d'autore

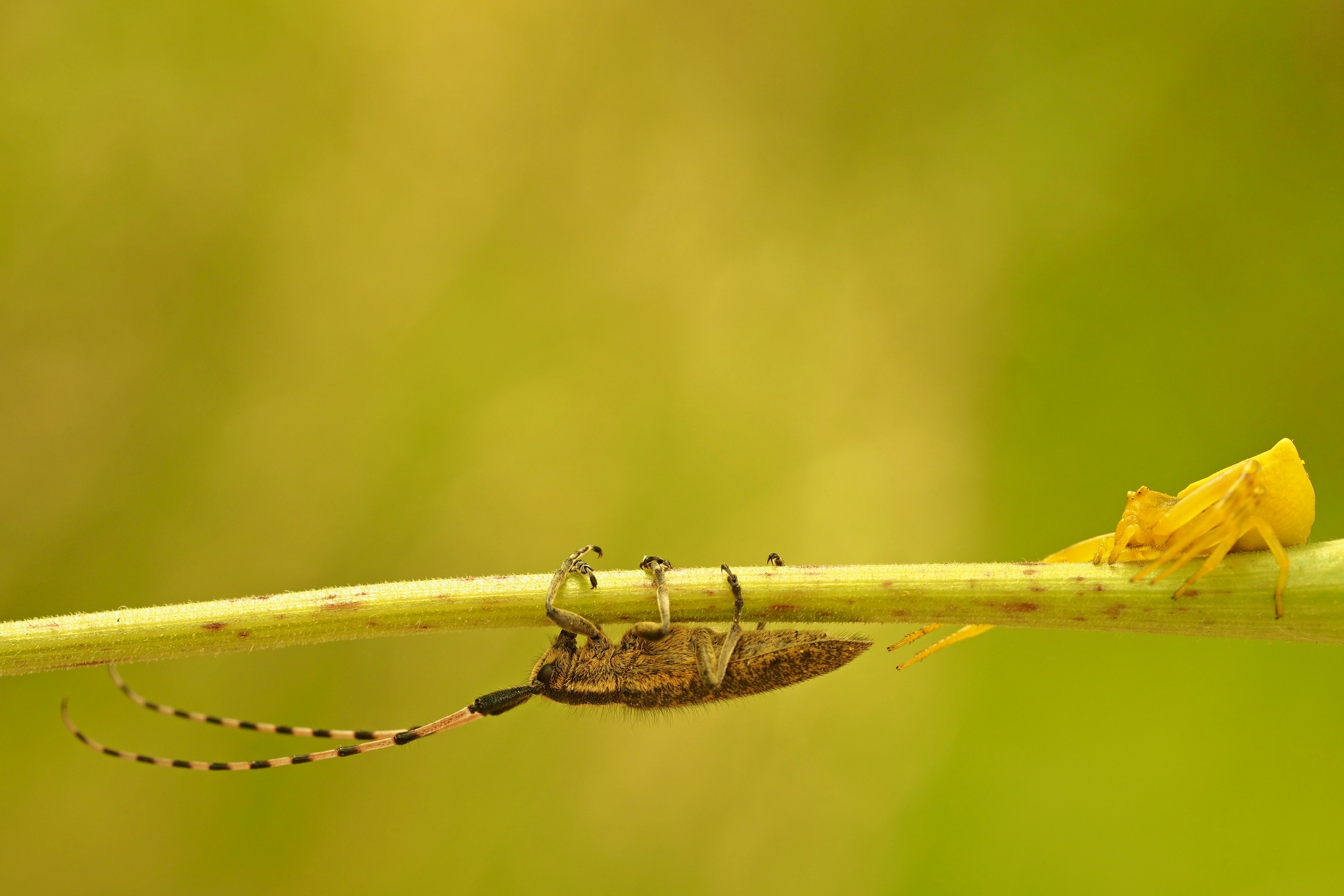
Paolo Villaggio e Adriano Pantaleo nel film Io speriamo che me la cavo, di Lina Wertmüller (1992)

Nell'ottobre del 1992 esce nelle sale cinematografiche Io speriamo che me la cavo, diretto dalla cineasta romana Lina Wertmüller. L'opera è un affresco sul disagio economico del Sud ed è tratta dall'omonimo bestseller di Marcello D'Orta che raccoglie temi scolastici di una terza elementare di Arzano (Napoli). La figura del maestro, assente nel libro, diviene sullo schermo il filtro attraverso il quale i piccoli esprimono la loro visione del mondo, e la realtà di degrado in cui vivono.
«Nel film - precisa la regista - Paolo Villaggio è il maestro: un personaggio che deve esprimere un po' la funzione del lettore. Un lettore lontano da questa realtà, non a caso, è un insegnante del Nord, assai distante dalle situazioni in cui viene a calarsi [...] Ho voluto rappresentare la realtà di Napoli senza pianto, ma in modo affettuoso e divertente».
Sempre all'inizio degli anni novanta rifiuta la scritturazione per il protagonista del film Il portaborse di Daniele Luchetti, dove avrebbe recitato al fianco di Nanni Moretti. La mancata adesione è causata dai legami contrattuali che, al tempo, vincolavano l'attore al produttore Vittorio Cecchi Gori. Tra le apparizioni più importanti di Villaggio nel cinema d'essai sono senz'altro da ricordare: Il segreto del bosco vecchio (1993) di Ermanno Olmi, (tratto dal libro di Dino Buzzati), con cui vince il Nastro d'argento, come migliore attore e Cari fottutissimi amici di Mario Monicelli, presentato al Festival di Berlino nel 1994 e vincitore di un Orso d'argento nella sezione "menzione speciale".

Paolo Villaggio al Festival di Venezia, durante la consegna del Leone d'oro alla carriera (1992)

A dispetto del titolo il regista romano dichiara: «Niente a che vedere con Amici miei. Semmai è più vicino all'Armata Brancaleone. E aggiunge: «Ho scelto Villaggio perché lo conosco da anni e il protagonista Dieci somiglia a lui, che nella vita è sempre pronto a trascinarti in avventure goffe e spericolate, che si risolvono a danno di tutti, ma senza che si perda mai l'allegria e l'ottimismo. Vedrete Villaggio in una vena inedita della sua comicità». Tra i vari lungometraggi non riconducibili al genere comico si riportano: Palla di neve (1995) di Maurizio Nichetti, Camerieri (1995) di Leone Pompucci (quest'ultimo in compagnia di Diego Abatantuono e Ciccio Ingrassia) e Un bugiardo in paradiso di Enrico Oldoini, uscito nel 1998. Da ricordare il film per la televisione Un angelo di seconda classe (1999), diretto ancora da Lina Wertmüller.
A partire dal gennaio del 1997, assieme a Ottavia Piccolo, recita in teatro sotto la regia di Giorgio Strehler, dove interpreta il ruolo di Arpagone ne L'avaro di Molière. In merito alla scelta del comico il noto regista teatrale afferma: «Ho voluto Villaggio nel ruolo di Arpagone per stima, simpatia, affetto, perché l'avaro io me lo immagino proprio come lui, florido». E ancora: «Non ho pensato al solito personaggio magro, pallido, scarno, ma a un uomo rubicondo e ghiottone, avaro con gli altri, con il resto del mondo, non con sé stesso». Nella stagione teatrale 1998/1999, assieme a Johnny Dorelli, presenta la popolare commedia di Jean Poiret Il vizietto, sotto la direzione di Giuseppe Patroni Griffi.
Inoltre, Gillo Pontecorvo, allora direttore della Mostra del cinema di Venezia, decide nel 1992 di premiare l'attore con il prestigioso Leone d'oro alla carriera. Anni dopo, ai microfoni del Corriere della Sera, l'artista dichiarerà: «In seguito lo vinsero anche Alberto Sordi e Vittorio Gassman. Ma io fui una rottura assoluta. Era la prima volta che si premiava un comico». Nella storia della rassegna veneziana Villaggio risulta il primo attore comico a essere stato insignito di tale premio considerando il fatto che Woody Allen, Roberto Benigni, Jerry Lewis e Charlie Chaplin sono e sono stati oltre che attori anche registi.

#### La collaborazione con Renato Pozzetto

Paolo Villaggio e Renato Pozzetto nel film Le comiche (1990)

Nonostante le varie prove d'autore Villaggio è ben lungi dall'abbandonare il cinema comico: infatti, con l'amico Renato Pozzetto dà vita a una nuova collaborazione nei rispettivi film Le comiche (1990), Le comiche 2 (1991) e da ultimo Le nuove comiche, uscito nell'autunno del 1994. Tutte e tre le pellicole, sempre dirette da Parenti, hanno molta fortuna presso il pubblico, soprattutto la prima che diviene campione d'incassi nel 1990. Il film narra la storia di due stralunati comici che uscendo all'improvviso da uno schermo cinematografico si ritrovano immischiati in avventure di vario genere.
Diviso in vari segmenti, apparentemente scollegati tra loro, nel primo s'improvvisano imbianchini (sconvolgendo le nozze di due giovani sposi), nel secondo distruggono, da nuovi apprendisti, una stazione di servizio e così via fino ad approdare all'ultima sequenza dove finiscono preda di due mafiosi siculi che li hanno destinati a morire al loro posto. Le avventure avranno fine solo con il rientro nello schermo dei due protagonisti. La formula di gag catastrofiche, con un chiaro riferimento fin dal titolo alle "comiche del muto", rimarrà invariata per tutti gli altri capitoli.
Uscire da un manifesto, come nel secondo episodio, o scappare da un televisore, come nel terzo, non importa: il meccanismo comico resta invariato, anche se la seconda pellicola, rispetto alle altre, ha richiesto maggiori investimenti finanziari, soprattutto in stuntman e in effetti speciali. In tutti e tre gli episodi molte improvvisazioni di Villaggio e Pozzetto non sono altro che un dichiarato omaggio a gag del passato, interpretate da comici di grande fama come Charlie Chaplin, Stan Laurel, Oliver Hardy, i fratelli Marx, Buster Keaton e Harold Lloyd. Pur avendo cominciato entrambi nella lontana trasmissione degli anni sessanta Quelli della domenica ed effettuato molte comparsate televisive, nel cinema i due comici (che avevano partecipato separatamente a diverse commedie corali) non avevano mai lavorato assieme e l'ultimo episodio della trilogia sarà anche la loro ultima collaborazione cinematografica. Il sodalizio tra i due artisti avrà ancora un'ultima appendice: infatti, alla fine degli anni novanta, torneranno insieme in una puntata televisiva della Milano-Roma. Nonostante il continuo impegno sul set, l'artista si cimenta anche nel ruolo di doppiatore prestando la sua voce al bambino protagonista dei fortunati film Senti chi parla (1989) - quella dell'originale era di Bruce Willis - e Senti chi parla 2 (1990). Anni prima, nel 1980, presenzia in veste di narratore (nella relativa versione italiana) al film comico Ma che siamo tutti matti?, diretto dal regista Jamie Uys.

#### Il Fantozzi degli anni novanta

Paolo Villaggio nel film Fantozzi alla riscossa (1990)

Dopo aver mandato in pensione il suo alter ego artistico più rinomato, il comico presenta sullo schermo un nuovo capitolo dal titolo Fantozzi alla riscossa (1990) dove viene confermato, ancora una volta, il medesimo cast: il tutto sotto l'egida di Parenti. Dapprima indossa le vesti di giudice popolare, per poi essere inutilmente "educato" alla brutalità da un orribile hooligan (interpretato dal figlio Pierfrancesco). Fantozzi assapora anche a tratti il potere manageriale, per poi ricadere nel consueto ménage fallimentare. Una ventata di novità arriva con il successivo Fantozzi in paradiso (1993), dove al ragioniere viene diagnosticato un male inguaribile finendo per morire davvero sotto uno schiacciasassi, proprio quando la moglie lo avverte che le lastre erano state involontariamente scambiate.
Mentre va in paradiso l'aereo con i beati viene dirottato e Fantozzi si ritrova davanti al Buddha, dal quale viene condannato a reincarnarsi in un nuovo piccolo Fantozzi. Il film ottiene recensioni molto favorevoli, tanto da essere definito dalla critica come uno dei migliori della serie «facendo tralasciare al personaggio la sua componente servile e ipocrita, per mettere a confronto chi aveva cercato per tutta la vita non di vivere ma di sopravvivere, addirittura con il tabù centrale dell'esistenza, la morte».

Paolo Villaggio con Milena Vukotic in Fantozzi in paradiso (1993)

In occasione dell'uscita del film Maurizio Costanzo gli dedica una puntata speciale invitando in trasmissione l'intero cast. Fantozzi in paradiso, è stato, tra le altre cose, l'ultimo film interpretato da Plinio Fernando che per quasi vent'anni aveva prestato il volto per l'interpretazione della figlia "Mariangela". Sempre nel 1993 il personaggio di Fantozzi torna nuovamente fumetto grazie alla stesura di altre simpatiche débâcles, raccontate e disegnate nel Corriere dei piccoli. La serie cinematografica andrà avanti per altri due episodi vedendo di concerto la pubblicazione di altri due libri: Rag. Ugo Fantozzi: caro direttore, ci scrivo... - Lettere del tragico ragioniere, raccolte da Paolo Villaggio e Fantozzi saluta e se ne va: le ultime lettere del rag. Ugo Fantozzi. Così, nel dicembre del 1996, esce Fantozzi - Il ritorno, dove il ragioniere, cacciato dall'aldilà, ritorna sulla terra incappando in nuove peripezie.
Il lungometraggio balza subito alle cronache anche per un esposto fatto dalla Procura della Repubblica di Roma, dove l'allora coordinatore del movimento S.O.S Italia ne richiede il sequestro giudiziario considerando diseducativa la sequenza in cui Fantozzi getta sassi dal cavalcavia emulando tragici fatti di cronaca nera. I produttori, in accordo con l'attore, decidono di eliminare la scena incriminata per le relative distribuzioni sul mercato.
La saga arriva alla sua conclusione nel dicembre del 1999 con il film Fantozzi 2000 - La clonazione, con la regia di Domenico Saverni. La pellicola è l'unica della serie dove non compare il compagno d'avventure "Ragionier Filini" (alias Gigi Reder), a cui il film è dedicato, scomparso l'8 ottobre 1998. È lo stesso Paolo Villaggio a comunicare la notizia alla stampa pronunciando queste parole: «Muore una parte della mia vita. Era un grande attore che aveva recitato anche con Fellini ma la gente ormai lo identificava col suo personaggio. Tutti quelli che mi hanno chiamato mi hanno detto: è morto Filini. Con me era come Peppino De Filippo con Totò: spesso faceva ridere più di me».

### Gli anni duemila

#### Oltre il cinema comico

Paolo Villaggio in vesti femminili, in una puntata di Domenica In (1994)

Con l'avvento del nuovo millennio Villaggio depone la maschera di Fantozzi allontanandosi, in maniera definitiva, dal cinema comico. Tuttavia, l'artista tornerà a rivestire i panni del ragioniere anche svariate volte ma solo e unicamente all'interno di programmi televisivi, come nel contenitore pomeridiano Domenica in che conduce con Mara Venier negli anni 2002 e 2003. Nell'agosto del 2000 riceve un altro riconoscimento internazionale con l'assegnazione del Pardo d'onore al Locarno Film Festival. Nella serata finale presenta assieme al regista Denis Rabaglia il film drammatico Azzurro (2000), che diverrà campione di incassi in terra svizzera e farà guadagnare all'interprete ligure il Camerio per il Migliore Attore al Festival Internazionale del Film di Rimouski, in Canada. Parallelamente lavora nell'atipica commedia Denti di Gabriele Salvatores, dove impersona la figura di un lugubre dentista. L'opera viene presentata al Festival di Venezia nel settembre del 2000.
Nel 2001 recita nel film Heidi, del regista svizzero Markus Imboden, inedito in Italia.
Dopo aver portato in scena il monologo autobiografico Delirio di un povero vecchio, nell'autunno del 2002 Villaggio pubblica per la prima volta la sua autobiografia intitolata Vita, morte e miracoli di un pezzo di merda dove rivela al pubblico molti retroscena della sua giovinezza e altri attinenti al fratello gemello Piero (affermato docente universitario di Scienza delle costruzioni) e al figlio Pierfrancesco. Quest'ultimo, nei primi anni ottanta, diviene tossicodipendente tanto da costringere Villaggio a portarlo nel 1984 nella comunità di San Patrignano di Vincenzo Muccioli, dove si è disintossicato.
Fino ad allora non aveva mai amato parlare della sua famiglia (salvo l'intervista rilasciata a Mixer nel 1984) e tutte le volte che era stato costretto a farlo si era sempre divertito a imbrogliare le carte raccontando storie del tutto inventate. A questo riguardo, ha raccontato che un'anziana astrologa in un incontro a Roma gli aveva predetto la morte il giorno 14 dicembre 2002, in una casa bianca sul mare. Il giorno dopo, però, l'artista era ospite nella trasmissione televisiva Domenica In. L'attore tenendo fede al suo gusto per l'iperbole e il paradosso ha spesso toccato il tema della morte dichiarando di essere uno specialista in funerali, anche per il fatto che molte sue conoscenze, personali e artistiche, negli anni, sono venute a mancare. Parlando del suo funerale ha più volte affermato: «Ho già predisposto il finale. Verrò a passare le ultime ore a Sori, sulla Riviera ligure, dove sono tumulati i miei genitori, mi farò cremare e poi una ragazza giovane mi butterà nel mare che amo tanto. Altrimenti, se diventa complicato, ho già pronto un ristoratore di Sori che mi farà bollire. Ore, ore e ore».

#### Le ultime prove attoriali

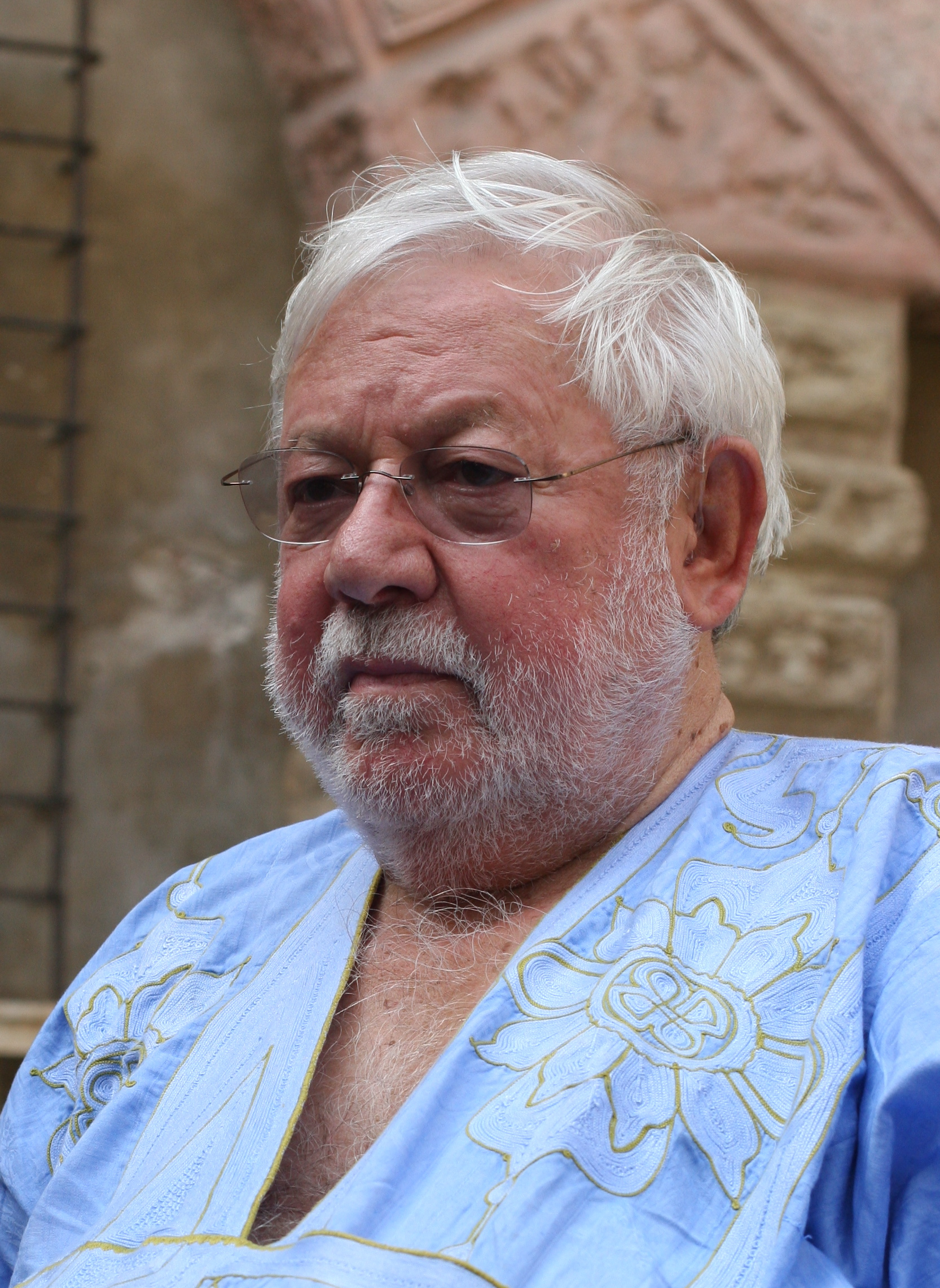
Paolo Villaggio nel 2008

Paolo Villaggio sul set di Fantozzi alla riscossa (1990)

Tra il 2003 e il 2009 si riduce progressivamente la sua attività cinematografica intensificandosi, al contrario, quella di scrittore. Pubblica, infatti, numerosi libri per la Mondadori tra cui: 7 grammi in 70 anni (2003), Sono incazzato come una belva (2004), Gli fantasmi (2006) e con la Feltrinelli Storia della libertà di pensiero (2008): opera in cui traccia, in maniera irriverente, le figure di molti personaggi storici, dall'antica Grecia fino ai giorni nostri. Il libro darà l'opportunità all'attore di ricevere il premio nazionale Flaiano per la satira consegnatogli nel maggio dello stesso anno. Da ultimo, di nuovo per la Mondadori, si ricorda Storie di donne straordinarie, uscito nella primavera del 2009. Nella stagione 2006-2007 torna in teatro portando in scena Serata d'addio: un monologo in tre atti con titoli quali: Il fumo uccide (ispirato a Il tabacco fa male di Anton Čechov), Una vita all'asta (ispirato a Il canto del cigno sempre di Čechov), e L'ultima fidanzata (tratto da L'uomo dal fiore in bocca di Luigi Pirandello); rivisitati nel suo stile in cui si fondono forte drammaticità e sorrisi.
Nel 2003 viene chiamato da Francesca Archibugi a indossare i panni del sacerdote manzoniano Don Abbondio nella serie televisiva Renzo e Lucia, in cui recita assieme ad altri attori di fama come Stefania Sandrelli. A proposito di questa nuova interpretazione avrà a dire: «Don Abbondio è saggio. Non solo. Ha la sapienza contadina, e soprattutto ha quella capacità di fingere di non capire, per evitare i guai. Una capacità tutta italiana. Non ho voluto rendere il personaggio pavido e vigliacco come lo hanno reso al cinema Alberto Sordi e altri. Ho invece puntato tutto sulla sua paura, intesa come ipertrofica coscienza del pericolo, della realtà. Un pauroso per troppa intelligenza, come noi italiani».
Tra le sue ultime apparizioni cinematografiche troviamo: Gas (2005) di Luciano Melchionna ed Hermano (2007) di Giovanni Robbiano, con la partecipazione del regista Emir Kusturica. Seguono Torno a vivere da solo (2008) di Jerry Calà, Generazione 1000 euro (2009) di Massimo Venier e ancora con Francesca Archibugi Questione di cuore (2009). Infine, per la televisione, partecipa alla fiction Carabinieri andata in onda su Canale 5 per sette stagioni consecutive, dal 2002 al 2008 inizialmente nel ruolo di Giovanni, un signore spesso interessato alle vicende dei carabinieri e in seguito nel ruolo di padre Paolo, un prelato che poi si scopre fratello gemello di Giovanni.
Nel maggio del 2009 l'attore riceve nel Salone dei Corazzieri del Quirinale il David di Donatello alla carriera, dove intrattiene il pubblico con la solita graffiante ironia: «Sono felice anche se ho un leggerissimo timore che questo riconoscimento non sia alla carriera, ma alla memoria...». Poi, rivolgendosi al presidente della Repubblica Giorgio Napolitano, aggiunge: «Mi auguro che lei possa venire al mio funerale...». Pronta la replica sorridente del Capo dello Stato: «Chissà quanti anni mi toccherà aspettare!».

### Gli anni duemiladieci

#### La scrittura e le pièce teatrali

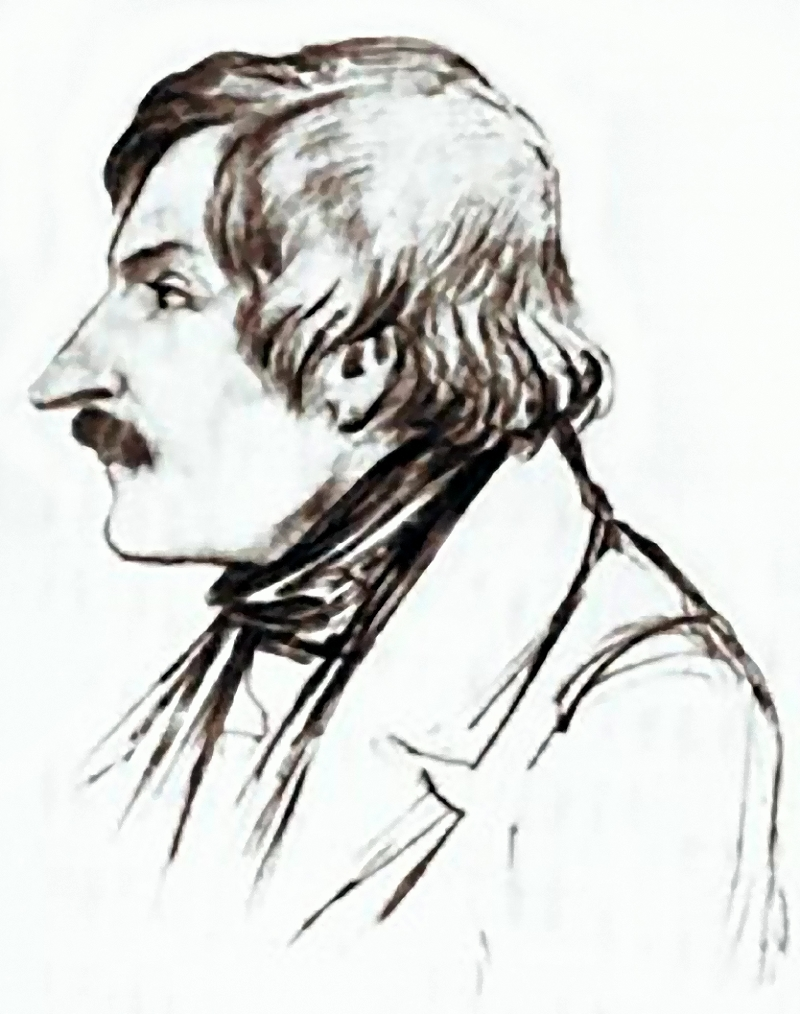
In alto Nikolaj Vasil'evič Gogol'. La critica ha spesso associato la scrittura di Paolo Villaggio a quella della tradizione satirico-grottesca propria del letterato russo; trovando più di un'analogia tra il protagonista del racconto gogoliano Il cappotto e la figura del ragionier Ugo Fantozzi

Nel nuovo decennio l'attività letteraria di Villaggio prende ancora più campo dando spazio a nuovi libri, sempre di carattere satirico. Si segnalano in ordine cronologico: Crociera Lo Cost (2010), Fantozzi totale (2010) e il saggio umoristico Mi dichi - Prontuario comico della lingua italiana, pubblicato nel 2011. Nello stesso anno seguono: Giudizio universale, Non mi fido dei santi, La fortezza tra le nuvole e La vera storia di Carlo Martello. In quest'ultima opera l'autore riprende, in maniera sarcastica, la figura del sovrano carolingio passato alla storia per aver fermato l'invasione araba nella battaglia di Poitiers. L'illustrazione di copertina reca la firma dell'attore e premio Nobel Dario Fo; omaggio dell'artista lombardo al comico genovese.
Nel 2012 esce nelle librerie Tragica vita del ragionier Fantozzi, dove l'autore torna a ritrarre il suo personaggio più popolare descrivendone gli anni dell'infanzia e dell'adolescenza, a cui segue, nel 2013, Siamo nella merda - Pillole di saggezza di una vecchia carogna. In ambito recitativo si intensifica la sua attività teatrale che lo vede nuovamente sulle scene con gli spettacoli: A ruota libera, La Corazzata Potemkin è una cagata pazzesca! e Il peggio della mia carriera. Nel 2013 ritorna a calcare le platee nel monologo Siamo nella merda, anche la Corazzata Potemkin è affondata.
A riprova di tale continuità nel mondo della scrittura il 25 marzo 2012, al Teatro Sociale di Luino, Villaggio riceve il premio letterario Piero Chiara alla carriera con le seguenti motivazioni: «Per l'originalità con cui, attraverso la sua grottesca e dissacrante ironia, ha saputo evidenziare, in scritti, al cinema, in teatro, in televisione, vizi e virtù degli Italiani». Il premio vanta molti illustri scrittori tra i quali: Andrea Camilleri, Luigi Malerba, Alberto Arbasino e Claudio Magris, oltre a varie figure del cinema e dello spettacolo come Franca Valeri, Lina Wertmüller ed Ermanno Olmi. Nel novembre successivo viene insignito del premio "Gogol in Italia" «per aver dato seguito - secondo la motivazione - all'indagine sull'uomo umiliato e offeso inaugurata dal maestro russo». Alla cerimonia di premiazione hanno presenziato il ministro della Cultura dell'Ucraina Mikhail Kulinjak, il direttore del Museo Statale delle Belle Arti “Pushkin” Irina Antonova e diversi esponenti della cultura di Italia, Ucraina e Russia.
Numerose sono state, negli ultimi anni, le sue comparsate televisive (spesso per promuovere l'uscita di un nuovo libro) affrontando in studio, assieme ad altri ospiti, svariati argomenti di natura sia politica che sociale. Il suo umorismo nero, caratterizzato dal costante utilizzo di iperboli, nonché il suo carattere volutamente caustico possono indurre una reazione in chi è oggetto delle sue boutade. Ad esempio, nel 2011, fanno scalpore alcune frasi denigratorie nei confronti del sud d'Italia come l'intervista a Sky TG24 in cui Villaggio accusa il Sud e la radicata mentalità borbonica di essere la piaga di tutta l'Italia; o ancora a inizio 2012 la paradossale battuta detta in televisione, secondo la quale il problema delle poche nascite in Sardegna è da attribuire al fatto che i pastori "si accoppino" solo con le pecore. Nel 2012 è di nuovo sul grande schermo per una piccola partecipazione nel film Tutto tutto niente niente di Giulio Manfredonia, con Antonio Albanese. L'attore interpreta un silente e fittizio presidente del Consiglio che pensa solo a mangiare: simbolo dell'avarizia e dell'ingordigia umana. Infine, nell'autunno del 2014, esce la graphic novel Fantozzi forever, con tavole e testi del vignettista Francesco Schietroma che proietta le varie vicissitudini del protagonista nell'Italia di oggi.

#### Gli ultimi anni e la morte
(Roberto Benigni, nel giorno della scomparsa di Paolo Villaggio)

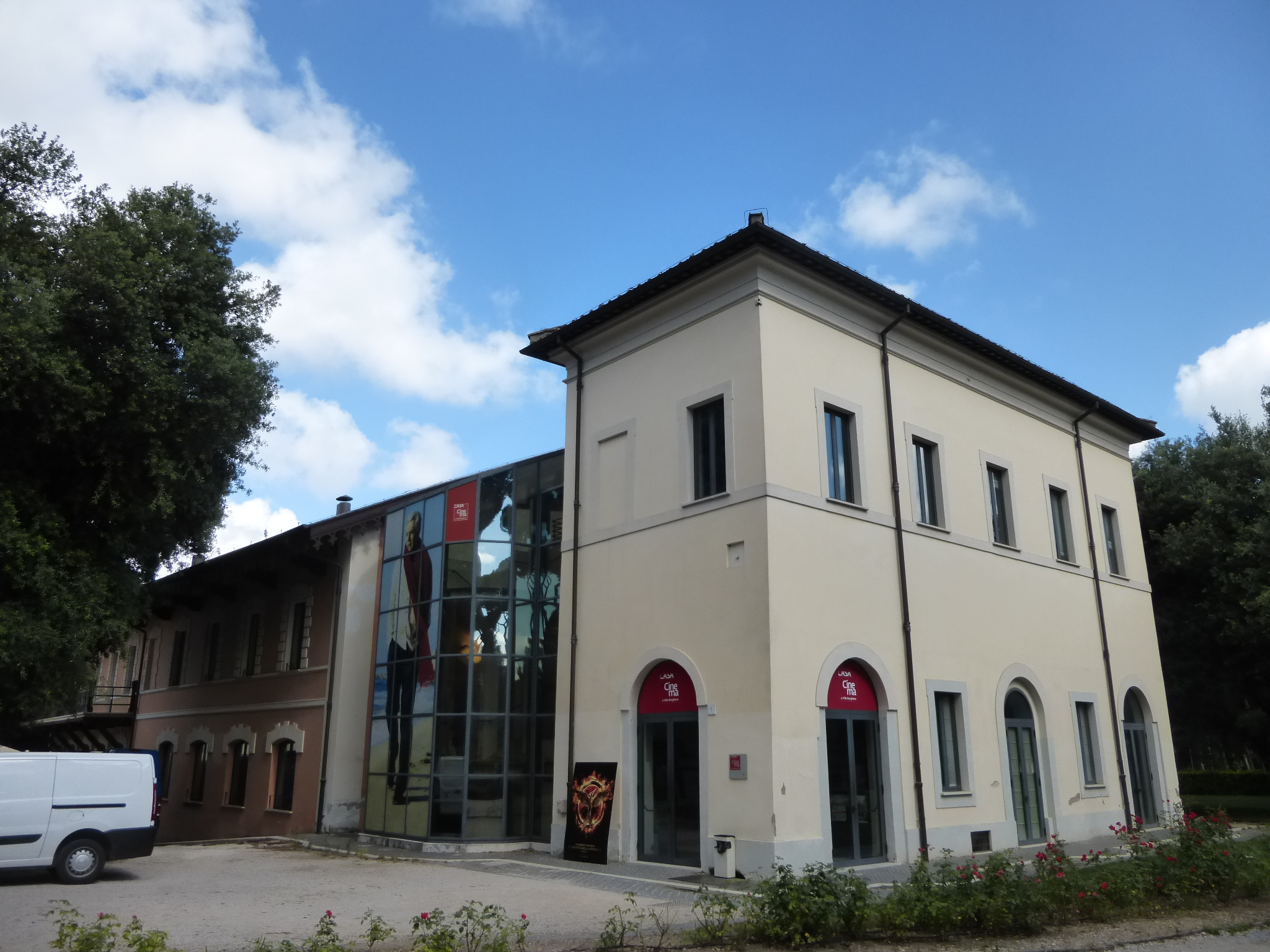
La Casa del cinema di Roma a Villa Borghese, dove si sono svolti i funerali di Paolo Villaggio

A quarant'anni di distanza dal primo film, tra la fine di ottobre e l'inizio di novembre del 2015, tornano nelle sale cinematografiche (in versione restaurata) i primi due capitoli della saga fantozziana, ossia Fantozzi (1975) e Il secondo tragico Fantozzi (1976). L'uscita dei due lungometraggi è stata presentata alla Festa del Cinema di Roma, dove Villaggio ha presenziato sul red carpet assieme agli attori Anna Mazzamauro e Plinio Fernando. Nel medesimo periodo inaugura una nuova stagione di prosa con la pièce Mi piacerebbe tanto non andare al mio funerale. Nel dicembre del 2016 viene dato alle stampe l'audiolibro del primo libro su Fantozzi, in versione aggiornata, e recitato dallo stesso autore con l'aggiunta di nuove sezioni.
Contemporaneamente prende parte al film di Valerio Zanoli W gli sposi (uscito postumo nel 2019, che gli viene dedicato), nel quale interpreta un santone dallo spiccato accento tedesco, velato richiamo al personaggio del Professor Kranz. La sua ultima intervista avviene in occasione del suo ottantaquattresimo compleanno sul canale TV di Fanpage.it, mentre la sua ultima apparizione televisiva risale al 19 aprile 2017, durante la trasmissione Matrix, andata in onda su Canale 5.
Paolo Villaggio è morto il 3 luglio 2017, all'età di 84 anni, presso la casa di cura privata "Paideia" di Roma, dov'era ricoverato dagli inizi di giugno a causa di complicanze respiratorie dovute al diabete. A seguito della notizia, Rai, Mediaset e Sky, in omaggio all'attore, hanno modificato i loro palinsesti trasmettendo in prima serata alcuni dei suoi film più noti. Al contempo, molte testate giornalistiche straniere come la ITAR-TASS hanno riportato l'accaduto essendo Villaggio molto popolare anche in Russia e in altri paesi dell'Est Europa. Lo stesso quotidiano britannico The Times, nel settembre successivo, gli ha dedicato un ampio articolo in cui ripercorre la vita artistica del comico, dal punto di vista sia attoriale sia letterario. La camera ardente è stata allestita nella sala della Protomoteca in Campidoglio il 5 luglio, mentre il funerale laico si è svolto nel pomeriggio alla Casa del Cinema di Roma.
Oltre alle massime cariche istituzionali e a varie personalità della cultura e dello spettacolo, hanno espresso cordoglio o partecipato alle esequie colleghi e amici come Beppe Grillo, Roberto Benigni, Massimo Boldi, Lino Banfi, Renato Pozzetto, Enrico Montesano, Gigi Proietti e Renzo Arbore. Fra i tanti, si possono citare ancora Ricky Tognazzi, Dori Ghezzi, Christian De Sica, Antonio Albanese, Leonardo Pieraccioni, cineasti come Paolo Sorrentino, Gabriele Salvatores, Lina Wertmüller, Pupi Avati e alcuni di coloro che hanno lavorato nella saga di Fantozzi come Neri Parenti, Anna Mazzamauro, Milena Vukotic e Plinio Fernando. La mattina del 25 luglio 2017, dopo la cremazione e per sua espressa volontà, è avvenuta la tumulazione delle ceneri a Sori, a due passi dalla sua Genova, dove riposa accanto ai suoi genitori, Ettore Villaggio e Maria Faraci.
Nel settembre del 2017 viene presentato alla Mostra d'arte cinematografica di Venezia (nella sezione classici) il docufilm La voce di Fantozzi, diretto da Mario Sesti. L'opera, che vede la partecipazione di molti artisti e intellettuali del panorama italiano, ricostruisce il lascito culturale del comico genovese ergendosi a ultimo e definitivo testamento: simbolicamente rappresentato dalla sequenza finale, che vede lo stesso attore recitare, per l'ultima volta, nelle vesti di un Pierrot.
Nel 2018, all'interno del Lamezia Film Fest, viene istituito il "Premio Paolo Villaggio", ideato dal direttore artistico Gian Lorenzo Franzì, in accordo con i familiari dell'attore. Il premio vuole valorizzare la commedia d’eccellenza, in grado di ritrarre lo stato attuale della politica, della cultura e della società italiana.

## L'attività giornalistica e l'impegno politico

Lo spot elettorale di Paolo Villaggio a favore di Democrazia Proletaria (1987)

Paolo Villaggio inizia a collaborare con i giornali dal 1968 scrivendo per L'Europeo La Domenica di Fantozzi, in cui racconta le curiose avventure di colui che diverrà il suo personaggio più famoso. Questi pezzi andranno a comporre il primo dei nove libri su Fantozzi che farà anche da base per la trasposizione cinematografica.
Ne segue un contributo a Paese Sera su cui scrive, per cinque anni, gli editoriali nel periodo in cui è direttore Giorgio Cingoli. Collabora poi con L'Unità per altri cinque anni, durante la direzione di Walter Veltroni. Dal 2004 al 2005 scrive per L'Indipendente, diretto da Giordano Bruno Guerri. A cominciare dal 28 giugno 2009 riprende la collaborazione con L'Unità svolgendo il ruolo di editorialista nelle vesti di un Fantozzi di propensione leghista.
Villaggio è stato iscritto al Partito Comunista Italiano e a Democrazia Proletaria: formazione comprendente anche socialisti radicali, nelle cui liste è stato candidato alle elezioni politiche del 1987. Nel collegio di Roma ha mancato l'elezione per sei soli voti, avendo ottenuto appena cinque preferenze in meno dell'ultimo degli eletti Franco Russo. Successivamente si è candidato alle elezioni politiche del 1994 con la Lista Marco Pannella, nel collegio uninominale di Genova - San Fruttuoso. Il 18 gennaio 2013 ha annunciato il suo voto a favore del Movimento 5 Stelle, in vista delle imminenti elezioni politiche motivando il fatto che il suo amico Beppe Grillo «è l'unico che rappresenta un cambiamento vero per una classe politica che pensa solo al presente». Ciò tuttavia non ha impedito all'attore di criticare, in più occasioni, alcune scelte del movimento. Villaggio si è sempre dichiarato ateo. In un'intervista a Repubblica, del 1994, ha affermato: «Lo penso davvero, il Papa è una persona troppo intelligente per crederci [in Dio]».

## Influenza culturale
Nel 2024 gli è stato dedicato un film per la televisione di tipo biografico, intitolato Com'è umano lui!, diretto da Luca Manfredi e trasmesso in onda in prima visione su Rai 1 il 30 maggio dello stesso anno, nel quale il comico genovese è stato interpretato da Enzo Paci.

## Filmografia

### Attore

#### Cinema

Paolo Villaggio con l'amico Ugo Tognazzi, sul set del film La mazurka del barone, della santa e del fico fiorone, diretto da Pupi Avati (1975)

Villaggio con Zeudi Araya ne Il signor Robinson, mostruosa storia d'amore e d'avventure di Sergio Corbucci (1976)

Paolo Villaggio assieme a Roberto Benigni nel film La voce della Luna, diretto da Federico Fellini (1990)

Paolo Villaggio ne Il segreto del bosco vecchio, regia di Ermanno Olmi (1993)

Paolo Villaggio nel film Cari fottutissimi amici, di Mario Monicelli (1994)

- Eat It, regia di Francesco Casaretti (1968)
- Il terribile ispettore, regia di Mario Amendola (1969)
- I quattro del pater noster, regia di Ruggero Deodato (1969)
- Pensando a te, regia di Aldo Grimaldi (1969)
- Brancaleone alle crociate, regia di Mario Monicelli (1970)
- La torta in cielo, regia di Lino Del Fra (1970)
- Senza famiglia, nullatenenti cercano affetto, regia di Vittorio Gassman (1972)
- Beati i ricchi, regia di Salvatore Samperi (1972)
- Che c'entriamo noi con la rivoluzione?, regia di Sergio Corbucci (1972)
- Sistemo l'America e torno, regia di Nanni Loy (1974)
- Alla mia cara mamma nel giorno del suo compleanno, regia di Luciano Salce (1974)
- Non toccare la donna bianca, regia di Marco Ferreri (1974)
- La mazurka del barone, della santa e del fico fiorone, regia di Pupi Avati (1975)
- Fantozzi, regia di Luciano Salce (1975) – Ugo Fantozzi
- Di che segno sei?, regia di Sergio Corbucci (1975)
- Il secondo tragico Fantozzi, regia di Luciano Salce (1976) – Ugo Fantozzi
- Signore e signori, buonanotte, regia di Luigi Comencini, Luigi Magni, Nanni Loy, Ettore Scola, Mario Monicelli (1976)
- Il signor Robinson, mostruosa storia d'amore e d'avventure, regia di Sergio Corbucci (1976)
- Quelle strane occasioni - episodio Italian Superman, regia di Nanni Loy (1976)
- Tre tigri contro tre tigri, regia di Sergio Corbucci e Steno (1977)
- Il... Belpaese, regia di Luciano Salce (1977)
- Quando c'era lui... caro lei!, regia di Giancarlo Santi (1978)
- Io tigro, tu tigri, egli tigra, regia di Giorgio Capitani (1978)
- Professor Kranz tedesco di Germania, regia di Luciano Salce (1978)
- Dove vai in vacanza? - episodio Sì buana, regia di Luciano Salce (1978)
- Dottor Jekyll e gentile signora, regia di Steno (1979)
- Rag. Arturo De Fanti, bancario precario, regia di Luciano Salce (1980)
- La locandiera, regia di Paolo Cavara (1980)
- Fantozzi contro tutti, regia di Paolo Villaggio e Neri Parenti (1980) – Ugo Fantozzi
- Il turno, regia di Tonino Cervi (1981)
- Fracchia la belva umana, regia di Neri Parenti (1981)
- Sogni mostruosamente proibiti, regia di Neri Parenti (1982)
- Bonnie e Clyde all'italiana, regia di Steno (1983)
- Pappa e ciccia, regia di Neri Parenti (1983)
- Fantozzi subisce ancora, regia di Neri Parenti (1983) – Ugo Fantozzi
- A tu per tu, regia di Sergio Corbucci (1984)
- I pompieri, regia di Neri Parenti (1985)
- Fracchia contro Dracula, regia di Neri Parenti (1985)
- Scuola di ladri, regia di Neri Parenti (1986)
- Grandi magazzini, regia di Castellano e Pipolo (1986)
- Superfantozzi, regia di Neri Parenti (1986) – Ugo Fantozzi
- Rimini Rimini, regia di Sergio Corbucci (1987)
- Missione eroica - I pompieri 2, regia di Giorgio Capitani (1987)
- Scuola di ladri - Parte seconda, regia di Neri Parenti (1987)
- Roba da ricchi, regia di Sergio Corbucci (1987)
- Com'è dura l'avventura, regia di Flavio Mogherini (1987)
- Il volpone, regia di Maurizio Ponzi (1988)
- Fantozzi va in pensione, regia di Neri Parenti (1988) – Ugo Fantozzi
- Ho vinto la lotteria di capodanno, regia di Neri Parenti (1989)
- La voce della Luna, regia di Federico Fellini (1990)
- Le comiche, regia di Neri Parenti (1990)
- Fantozzi alla riscossa, regia di Neri Parenti (1990) – Ugo Fantozzi
- Le comiche 2, regia di Neri Parenti (1991)
- Io speriamo che me la cavo, regia di Lina Wertmüller (1992)
- Il segreto del bosco vecchio, regia di Ermanno Olmi (1993)
- Fantozzi in paradiso, regia di Neri Parenti (1993) – Ugo Fantozzi
- Cari fottutissimi amici, regia di Mario Monicelli (1994)
- Le nuove comiche, regia di Neri Parenti (1994)
- Camerieri, regia di Leone Pompucci (1995)
- Io no spik inglish, regia di Carlo Vanzina (1995)
- Palla di neve, regia di Maurizio Nichetti (1995)
- Fantozzi - Il ritorno, regia di Neri Parenti (1996) – Ugo Fantozzi
- Banzai, regia di Carlo Vanzina (1997)
- Un bugiardo in paradiso, regia di Enrico Oldoini (1998)
- Fantozzi 2000 - La clonazione, regia di Domenico Saverni (1999) – Ugo Fantozzi
- Denti, regia di Gabriele Salvatores (2000)
- Azzurro, regia di Denis Rabaglia (2000)
- Heidi, regia di Markus Imboden (2001)
- InvaXön - Alieni in Liguria, regia di Massimo Morini (2004)
- Gas, regia di Luciano Melchionna (2005)
- Hermano, regia di Giovanni Robbiano (2007)
- Torno a vivere da solo, regia di Jerry Calà (2008)
- Questione di cuore, regia di Francesca Archibugi (2009)
- Generazione 1000 euro, regia di Massimo Venier (2009)
- Tutto tutto niente niente, regia di Giulio Manfredonia (2012)
- La voce di Fantozzi, regia di Mario Sesti - docufilm (2017)

#### Televisione

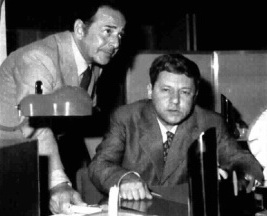
Paolo Villaggio e Gianni Agus nella serie televisiva Giandomenico Fracchia - Sogni proibiti di uno di noi (1975)

- Il killer, regia di Dino Bartolo Partesano – miniserie TV (1969)
- Giandomenico Fracchia - Sogni proibiti di uno di noi, regia di Antonello Falqui – miniserie TV (1975)
- Sogni e bisogni, regia di Sergio Citti – serie TV, episodio 1 (1985)
- Un angelo di seconda classe (1999)
- San Giovanni - L'apocalisse, regia di Raffaele Mertes – film TV (2002)
- Renzo e Lucia, regia di Francesca Archibugi – miniserie TV (2004)
- Finalmente Natale, regia di Rossella Izzo – film TV (2007)
- Carabinieri – serie TV, 46 episodi (2002-2008)
- W gli sposi, regia di Valerio Zanoli – film TV (2019)

### Sceneggiatore
- Fantozzi (1975)
- Il secondo tragico Fantozzi (1976)
- Il signor Robinson, mostruosa storia d'amore e d'avventure (1976)
- Il... Belpaese (1977)
- Professor Kranz tedesco di Germania (1978)
- Fantozzi contro tutti (1980)
- Fracchia la belva umana (1981)
- Bonnie e Clyde all'italiana (1982)
- Pappa e ciccia (1983)
- Fantozzi subisce ancora (1983)
- Fracchia contro Dracula (1985)
- Superfantozzi (1986)
- Fantozzi va in pensione (1988)
- Fantozzi alla riscossa (1990)
- Fantozzi in paradiso (1993)
- Fantozzi - Il ritorno (1996)

### Regista
- Fantozzi contro tutti, con Neri Parenti (1980)

### Doppiatore
- Narratore nella saga di Fantozzi e in Di che segno sei? e Ma che siamo tutti matti?
- Mikey Ubriacco in Senti chi parla e Senti chi parla 2
- Vlad in Hotel Transylvania 2

## Teatro

Paolo Villaggio porta in scena L'avaro di Molière, da un'idea di Giorgio Strehler, per la regia di Lamberto Puggelli (1996-1997)

- Il drago di Evgenij Schwarz, Compagnia del Teatro Stabile di Genova, regia di Paolo Giuranna (1967)
- L'avaro di Molière, regia di Lamberto Puggelli (1996-1997)
- Il vizietto, regia di Giuseppe Patroni Griffi (1998-1999)
- Delirio di un povero vecchio, regia di Paolo Villaggio (2000-2001)
- Vita, morte e miracoli, testo e regia di Paolo Villaggio (2005-2008)
- Serata d'addio, regia di Andrea Buscemi (2007-2008)
- Il profumo delle lucciole, testo e regia di Paolo Villaggio (2009-2011)
- A ruota libera..., testo e regia di Paolo Villaggio (2010-2011; 2014)
- La Corazzata Potemkin è una cagata pazzesca!, testo e regia di Paolo Villaggio (2012)
- Il peggio della mia carriera, testo e regia di Paolo Villaggio (2012)
- Siamo nella merda (anche la corazzata Potemkin è affondata), testo e regia di Paolo Villaggio (2012-2013)
- Mi piacerebbe tanto non andare al mio funerale di Paolo Villaggio, regia di Pino Strabioli (2015-2016)

## Programmi televisivi

Paolo Villaggio a Sanremo, durante il XXII Festival della canzone italiana (1972)

- Quelli della domenica (Programma Nazionale, 1968)
- È domenica, ma senza impegno (Programma Nazionale, 1969)
- Canzonissima 1969 (Programma Nazionale, 1970)
- Signore e signora (Programma Nazionale, 1970)
- Senza rete (Programma Nazionale, 1971)
- Festival di Sanremo (Programma Nazionale, 1972)
- Giandomenico Fracchia - Sogni proibiti di uno di noi (Programma Nazionale, 1975)
- Ciao Gente (Canale 5, 1983-1984)
- Risatissima (Canale 5, 1985)
- Grand Hotel (Canale 5, 1985-1986)
- Un fantastico, tragico venerdì (Rete 4, 1986-1987)
- Che piacere averti qui (Italia 1, 1987)
- Villaggio Party (Odeon TV, 1987-1988)
- Carnevale (Rai 1, 1988)
- David di Donatello (Rai 1, 1991)
- Striscia la notizia (Canale 5, 1997)
- Domenica In (Rai 1, 2002-2003)
- Radio Belva (Rete 4, 2013)
- Roar - Un mercoledì da Leone (Rai 3, 2016)

## Radio
- Il sabato del Villaggio (1967-1968)
- Formula uno (1971)
- Megavillaggio, con Orietta Berti (1972-1973)
- Gran varietà (1974-1975)
- Dolcemente mostruoso (1975)

## Spot pubblicitari
- Carosello Materassi Ennerev (1970)
- Carosello Ritz (1971)
- Carosello Martini (1972)
- Carosello Band-Aid Jhonson (1973)
- Detersivo Sole Bianco (1982)
- Saclá (1989)
- Banca di Roma, regia di Federico Fellini (1992)
- Vecchia Romagna (1995-1996)
- Arriva l'Euro (2001)
- Pampers (2001)

## Opere letterarie
- Fantozzi, Segrate, Rizzoli, 1971.
- Come farsi una cultura mostruosa, Milano, Bompiani, 1972.
- Il secondo tragico libro di Fantozzi, Segrate, Rizzoli, 1974.
- Le lettere di Fantozzi, Segrate, Rizzoli, 1976.
- Fantozzi contro tutti, Segrate, Rizzoli, 1979.
- Fantozzi subisce ancora, Segrate, Rizzoli, 1983, ISBN 88-17-65904-5.
- Rag. Ugo Fantozzi: caro direttore, ci scrivo... - Lettere del tragico ragioniere, raccolte da Paolo Villaggio, Segrate, Mondadori, 1993, ISBN 88-04-37013-0. (come Rag. Ugo Fantozzi)
- Fantozzi saluta e se ne va: le ultime lettere del rag. Ugo Fantozzi, Segrate, Mondadori, 1994, ISBN 88-04-37925-1.
- Vita, morte e miracoli di un pezzo di merda, Segrate, Mondadori, 2002, ISBN 88-04-51479-5.
- 7 grammi in 70 anni. L'odissea di un povero obeso, Segrate, Mondadori, 2003, ISBN 88-04-52216-X.
- Sono incazzato come una belva, Segrate, Mondadori, 2004, ISBN 88-04-53406-0.
- Gli fantasmi, Segrate, Rizzoli, 2006, ISBN 88-17-01356-0.
- Storia della libertà di pensiero, Milano, Feltrinelli, 2008, ISBN 978-88-07-49069-9.
- Storie di donne straordinarie, Segrate, Mondadori, 2009, ISBN 978-88-04-58638-8.
- Crociera Lo Cost, Segrate, Mondadori, 2010, ISBN 978-88-04-59148-1.
- Fantozzi totale, Torino, Einaudi, 2010, ISBN 978-88-06-20235-4.
- Mi dichi. Prontuario comico della lingua italiana, Segrate, Mondadori, 2011, ISBN 978-88-04-36032-2.
- Giudizio universale, Milano, Feltrinelli, 2011, ISBN 978-88-07-49111-5.
- Non mi fido dei santi, Reggio Emilia, Aliberti, 2011, ISBN 978-88-7424-791-2.
- La fortezza tra le nuvole, Pezzan (Carbonera), Morganti, 2011, ISBN 978-88-95916-44-6.
- La vera storia di Carlo Martello, Milano, Dalai, 2011, ISBN 978-88-6620-089-5.
- Tragica vita del ragionier Fantozzi, Segrate, Mondadori, 2012, ISBN 978-88-04-53960-5.
- Siamo nella merda. Pillole di saggezza di una vecchia carogna, Segrate, Mondadori, 2013, ISBN 978-88-04-62930-6.
- Fantozzi, rag. Ugo. La tragica e definitiva trilogia, Segrate, Rizzoli, 2013, ISBN 978-88-17-06519-1. (con un saggio di semiotica fantozziana di Stefano Bartezzaghi)
- Paolo Villaggio e Adriano Panatta, Lei non sa chi eravamo noi, Segrate, Mondadori, 2014, ISBN 978-88-04-64050-9.
- Come farsi una cultura mostruosa OGGI, Milano, Cairo, 2014, ISBN 978-88-6052-539-0.
- Paolo Villaggio e Francesco Schietroma (testi), Francesco Schietroma (disegni); Fantozzi forever, , Cairo, Milano, 2014, ISBN 978-88-6052-565-9.
- Fantozzi letto da Paolo Villaggio. L'audiolibro inedito, Roma, Volume Audiobooks, 2016, ISBN 978-88-9983-307-7.
- Italiani brava gente... ma non è vero!, Milano, La nave di Teseo, 2018, ISBN 978-88-9344-537-5.
- L'uguaglianza, Roma/Ivrea, Edizioni di Comunità, 2020, ISBN 978-88-32005-41-7.

## Discografia parziale

### Album
- 1971 – Giandomenico Fracchia (CGD)
- 1975 – Fantozzi (Cinevox Records)
- 1976 – Il secondo tragico Fantozzi (Cinevox Records)
- 1980 – Fantozzi contro tutti (Ricordi)

### Singoli
- 1975 – La ballata di Fantozzi/L'impiegatango (EMI)
- 1980 – Fantozzo/Banda Fantozzi (Ricordi)
- 1986 – Grandi magazzini/Hapinesse (RCA)

### Canzoni
- 1963 – Il fannullone (testo di Paolo Villaggio, musica di Fabrizio De André)
- 1963 – Carlo Martello ritorna dalla battaglia di Poitiers (testo di Paolo Villaggio, musica di Fabrizio De André)

## Riconoscimenti

### Premi cinematografici
- 1972: Grolla d'oro per il migliore attore esordiente per Senza famiglia, nullatenenti cercano affetto, di Vittorio Gassman
- 1990: David di Donatello per il miglior attore protagonista per La voce della Luna, di Federico Fellini
- 1992: Leone d'oro alla carriera al Festival del cinema di Venezia
- 1994: Nastro d'argento al migliore attore protagonista per Il segreto del bosco vecchio, di Ermanno Olmi
- 2000: Pardo d'onore alla carriera al Festival internazionale del film di Locarno
- 2001: Camerio per il migliore attore al Festival internazionale del Film di Rimouski per Azzurro, di Denis Rabaglia
- 2003: Premio Ousfor d'Or al primo Festival del Film Francofono di Safi per Azzurro, di Denis Rabaglia
- 2006: Premio Massimo Troisi alla carriera
- 2008: Taormina Arte Award
- 2008: Premio Faraglioni
- 2008: Premio alla carriera al Monte-Carlo Film Festival de la Comédie
- 2009: David di Donatello alla carriera
- 2012: Legend Award conferitogli da Capri Hollywood

### Premi letterari
- 2008: Premio Flaiano per la satira
- 2009: Premio Mastronardi alla carriera
- 2012: Premio letterario Piero Chiara alla carriera[140]
- 2012: Premio Gogol

### Premi teatrali
- 2011: Premio Grock

### Benemerenze civiche
- 2001: La città di Genova gli conferisce il Grifo d'Oro.[141]